# Liste der Kulturdenkmale in Torgau (M–Z)

Wappen von Torgau

In der Liste der Kulturdenkmale in Torgau (M–Z) sind die Kulturdenkmale der Stadt Torgau verzeichnet, die bis August 2020 vom Landesamt für Denkmalpflege Sachsen erfasst wurden (ohne archäologische Kulturdenkmale) und deren Anschrift mit den entsprechenden Anfangsbuchstaben beginnt. Die Anmerkungen sind zu beachten.
Diese Aufzählung ist eine Teilmenge der Liste der Kulturdenkmale in Torgau.

## Torgau
| Bild                                    | Bezeichnung | Lage                                                             | Datierung | Beschreibung | ID       |
| --------------------------------------- | --- | ---------------------------------------------------------------- | --- | --- | -------- |
| Weitere Bilder                          | Herrenhaus und seitliches Wirtschaftsgebäude des ehemaligen Freigutes Nieder-Mahla | Mahlaweg 14, 14a (Karte)                                         | Um 1800 | Bau- und ortsgeschichtlich von Bedeutung, siehe auch Döbernsche Straße 30. - Älteres Herrenhaus (Nummer 14): Bau über winkelförmigem Grundriss, zweigeschossiges Wohnhaus mit Veranda, Walmdach und hervorstehender Überdachung zwischen Erd- und Obergeschoss, im Kern bestimmt älter (18. Jahrhundert) - Wirtschaftsgebäude mit Fachwerk (Nummer 14a): zweigeschossiges Gebäude mit Fachwerk im Obergeschoss und mit Segmentbogenportal, um 1800 | 09286669 |
| Weitere Bilder                          | Ehemalige Nikolaikirche innerhalb des Rathauskomplexes | Markt 1 (Karte)                                                  | Um 1250 | Als dreischiffige Basilika mit zweitürmiger Westfassade errichtet, Langhaus (verbaut), Reste der Seitenschiffe und Türme erhalten, baugeschichtlich und künstlerisch bedeutender mittelalterlicher Kirchenbau, auch stadt- bzw. stadtentwicklungsgeschichtlich von Belang, von großer Bedeutung für Ortsbild (Türme prägen Silhouette von Torgau mit) und Kirchengeschichte | 09287081 |
| Weitere Bilder                          | Ehemalige Fleischbänke | Markt 1 (Karte)                                                  | 1607 | Westliches Nebengebäude des Rathauses an der Breiten Straße, gestreckter zweigeschossiger Bau mit Giebel zur Scheffelstraße, als im Wesentlichen aus der Renaissance stammendes Gebäude mit zeittypischen Gestaltungselementen (zum Teil um 1880 in historisierender Weise überformt) und allgemein wertvoller Bausubstanz stadt- bzw. stadtentwicklungs- und baugeschichtlich bedeutend, zudem als ehemalige ratseigene Fleischbänke von Bedeutung für Ortsgeschichte | 09287080 |
| Weitere Bilder                          | Rathaus | Markt 1 (Karte)                                                  | 1561–1565 | Kompakter dreigeschossiger Bau, ausgezeichnet durch Zwerchhäuser mit Volutengiebeln sowie Dachreiter, an der Ecke zur Leipziger Straße reich skulptierter Erker, auch im Innern wertvolle Bausubstanz, als gestalterisch einzigartiges und für die obersächsische Renaissance typisches Bauwerk sowie eines der größten Breitwandrathäuser in Sachsen von singulärer, künstlerischer und baugeschichtlicher Bedeutung, stadt- bzw. stadtentwicklungsgeschichtlich von Belang, mit unverwechselbarem Torgauer Marktensemble von städtebaulichem Wert und von Bedeutung für Ortsbild und Umgebung, zudem als erhaltenes Torgauer Rathaus aus dem 16. Jahrhundert von besonderer Bedeutung für die Ortsgeschichte | 09287082 |
| Weitere Bilder                          | Ehemaliges Waage-Gebäude (ehemals Mehlwaage, Garküche, General-Accis-Amt) | Markt 1 (Karte)                                                  | Um 1520/1530, später überformt                                                                                                  | Nördliches Nebengebäude des Rathauses an der Scheffelstraße (heute vom Ratskeller genutzt), langgestreckter, zweigeschossiger Renaissancebau mit profilierten Fenstergewänden, Zwerchhäusern, Volutengiebeln und allgemein wertvoller Bausubstanz, als ältestes Profangebäude im Rathausgebiet von besonderem stadtentwicklungsgeschichtlichen Wert, baugeschichtlich bedeutend, zudem als ehemalige Mehlwaage (Ratswaage) und Garküche von Bedeutung für Ortsgeschichte und als einstiges „Königl. Pohlnisches und Kurfürstlich Sächsisches General-Accis-Ambt Torgau“ (wohl seit 1703) von Bedeutung für Landesgeschichte | 09287079 |
| Weitere Bilder                          | Ehemaliges Landgericht | Markt 1 (Karte)                                                  | 1820 | Verwaltungsbau; südliches Nebengebäude des Rathauses an der Leipziger Straße (heute Polizeigebäude), langgestreckter dreigeschossiger Bau mit Portikus und markanter historisierender Fassade aus Pilastern, Putzgliederung, kräftigen Gesimsen und Akanthusdekoration, künstlerisch und baugeschichtlich bedeutend, stadtentwicklungsgeschichtlich von Belang, zudem als ehemaliges Landgericht Torgau bedeutsam für Orts- und Regionalgeschichte | 09287083 |
| Weitere Bilder                          | Wohnhaus in Ecklage und geschlossener Bebauung | Markt 2 (Karte)                                                  | Um 1525 | Markantes Bürgerhaus der Renaissance mit Eckerker, profilierten Fenstergewänden und hohem Steildach, stadt- bzw. stadtentwicklungs-, baugeschichtlich und künstlerisch bedeutend, zudem mit dem unverwechselbaren Torgauer Marktensemble von städtebaulichem Wert und von Bedeutung für Ortsbild und Umgebung | 09287085 |
| Weitere Bilder                          | Wohnhaus | Markt 3 (Karte)                                                  | 16. Jahrhundert | Rekonstruktion eines Bürgerhauses der Renaissance unter Verwendung von großen Teilen der Originalsubstanz, bildet mit Markt 4 eine gestalterische Einheit, baugeschichtlich bedeutend, als Teil des unverwechselbaren Torgauer Marktensembles von städtebaulichem Wert und von Bedeutung für Ortsbild und Umgebung. Im Jahre 1961 (1962) wurde zwischen Denkmalpflege und Stadt Torgau vereinbart, dass die Mauern (gemeint ist das Außenmauerwerk bis zum Hauptsims) stehen bleiben, während die alten Decken entfernt und ersetzt werden. Außerdem ließ man die beiden Giebel rekonstruieren. | 09287084 |
| Weitere Bilder                          | Wohnhaus mit Mohrenapotheke | Markt 4 (Karte)                                                  | 1503 | Mit zwei Volutengiebeln, profilierten Fenster, Steildach und allgemein wertvoller Bausubstanz (darunter auch das später hinzugekommene Rokokoportal), neben Scheffelstraße 1 und 2 sowie Bäckerstraße 2 eines der gestalterisch markantesten Torgauer Wohngebäude der Renaissance, stadt- bzw. stadtentwicklungsgeschichtlich wertvoll, baugeschichtlich und künstlerisch von singulärer Bedeutung, mit unverwechselbarem Torgauer Marktensemble von städtebaulichem Wert und von Bedeutung für Ortsbild und Umgebung, zudem als historisches Apothekengebäude von Bedeutung für die Ortsgeschichte | 09287076 |
| Weitere Bilder                          | Wohnhaus in geschlossener Bebauung und Ecklage, mit Seitenflügel zum Fleischmarkt und einem Hintergebäude | Markt 5 (Karte)                                                  | Bezeichnet mit 1528 (Wohnhaus); 19. Jahrhundert (Hinterhaus)                                                                    | Klar gegliedertes sowie schlicht und zugleich nobel gestaltetes spätklassizistisches Gebäude in Ecklage mit von Fledermausgaupen belebtem Satteldach, im Kern offenbar noch Substanz aus dem 16. Jahrhundert, stadt- bzw. stadtentwicklungs- und baugeschichtlich bedeutend, zudem mit unverwechselbarem Torgauer Marktensemble von städtebaulichem Wert und von Bedeutung für Ortsbild und Umgebung. Im Hof am Seitenflügel zum Fleischmarkt bezeichnet mit „Erneuert F. V. (oder O) 1938“, laut Inventar Torgau S. 380 drei Hintergebäude, heute nur ein Hintergebäude zählbar, Seitenflügel zum Fleischmarkt zählt mit zu Wohnhaus Markt 5. | 09287086 |
| Weitere Bilder                          | Gasthof „Goldener Anker“, mit Hinterhaus und Hofbebauung | Markt 6 (Karte)                                                  | 16. Jahrhundert (Gasthof und nördlicher Hofflügel); bezeichnet mit 1767 (südl. Hofflügel mit Verbinder); 19. Jahrhundert (Saal) | Repräsentativer viergeschossiger Bau mit Steildach, weitestgehend 16. Jahrhundert, dazu zeitgleicher nördlicher Hofflügel, des Weiteren ein südlicher Hofflügel und ein parallel zum Vordergebäude verlaufendes Hinterhaus, beide wohl um 1765, sowie der abschließende längliche Trakt des einstigen Liebhaber-Theaters (?), im Südflügel Fundamente eines mittelalterlichen Wohnturms, stadt- bzw. stadtentwicklungs- und baugeschichtlich bedeutend, mit unverwechselbarem Torgauer Marktensemble von städtebaulichem Wert und von Bedeutung für Ortsbild und Umgebung, zudem als historischer Gasthof bedeutend für Ortsgeschichte. Hintergebäude mit Saal möglicherweise einstiges Liebhaber-Theater. | 09287087 |
| Weitere Bilder                          | Wohnhaus in geschlossener Bebauung, mit Hintergebäude | Markt 7 (Karte)                                                  | 1. Viertel 19. Jahrhundert | Klar gegliedertes sowie schlicht und zugleich nobel gestaltetes klassizistisches Gebäude mit von Fledermausgaupen belebtem Satteldach, stadt- bzw. stadtentwicklungs- und baugeschichtlich bedeutend, zudem mit dem unverwechselbaren Torgauer Marktensemble von städtebaulichem Wert und von Bedeutung für das Ortsbild und Umgebung | 09287071 |
| Weitere Bilder                          | Wohnhaus in geschlossener Bebauung, mit zwei Hintergebäuden | Markt 8 (Karte)                                                  | 1. Viertel 19. Jahrhundert | Klar gegliedertes sowie schlicht und zugleich nobel gestaltetes klassizistisches Gebäude mit von Fledermausgaupen belebtem Satteldach, stadt- bzw. stadtentwicklungs- und baugeschichtlich bedeutend, zudem mit dem unverwechselbaren Torgauer Marktensemble von städtebaulichem Wert und von Bedeutung für Ortsbild und Umgebung | 09287072 |
| Weitere Bilder                          | Wohnhaus in geschlossener Bebauung, mit Hintergebäude | Markt 9 (Karte)                                                  | 16. Jahrhundert | Markantes Gebäude mit Etagengliederung, Putzquaderung (2. Viertel 19. Jahrhundert), Satteldach und allgemein wertvoller Bausubstanz im Kern (16. Jahrhundert), stadt- und stadtentwicklungsgeschichtlich bedeutend, zudem mit dem unverwechselbaren Torgauer Marktensemble von städtebaulichem Wert und von Bedeutung für Ortsbild und Umgebung | 09287075 |
| Weitere Bilder                          | Wohnhaus (mit ehemaliger Löwenapotheke) in geschlossener Bebauung und Seitenflügel (an der Schloßstraße) | Markt 10 (Karte)                                                 | 16. Jahrhundert | Stadt- bzw. stadtentwicklungs- sowie baugeschichtlich bedeutsamer Bau mit Kern aus dem 16. Jahrhundert (vor allem im Seitenflügel) und Umbauten sowie Erweiterungen um 1850 und nach 1900, zudem mit dem unverwechselbaren Torgauer Marktensemble von städtebaulichem Wert und von Bedeutung für das Ortsbild. Dominierende Marktfront im Stil der Deutschen Neorenaissance mit Schweifgiebel, Erker und Balkon sowie Schmuckelementen eines versachlichten Jugendstils, Fassade des Seitenflügels überformt, hier im Erdgeschoss noch Kreuzgewölbe und der Renaissance nachempfundenes Portal mit Eierstab und Zahnschnittfries, Gebäudeteil zum Markt offenbar auch nur überformt, auch hier im Erdgeschoss Kreuzgewölbe. | 09287074 |
| Weitere Bilder                          | Wohnhaus in geschlossener Bebauung | Markt 11 (Karte)                                                 | 16. Jahrhundert | Weitgehend ursprünglich erhaltenes Gebäude vor allem aus dem 16. Jahrhundert, aufgrund der wertvollen originalen Substanz, der eindrucksvollen Kubatur mit Steildach und zahlreicher Gestaltungselemente außen und innen (profilierte Fenstergewände, Balkendecke) von stadt- bzw. stadtentwicklungs- und baugeschichtlicher Bedeutung, zudem mit unverwechselbarem Torgauer Marktensemble von städtebaulichem Wert und von Bedeutung für Ortsbild und Umgebung. Anwesen mit Vorderhaus und ehemals zwei charakteristischen Hintergebäuden (Kranhäuschen an barockem Hintergebäude) aus dem 18. Jahrhundert, die 1995 abgebrochen worden sind, heute an deren Stelle im Hof zwei Neubauten. | 09287077 |
| Weitere Bilder                          | Wohnhaus in geschlossener Bebauung, mit Hintergebäude | Markt 12 (Karte)                                                 | Um 1600 | Von stadt- bzw. stadtentwicklungsgeschichtlicher Bedeutung, zudem mit unverwechselbarem Torgauer Marktensemble von städtebaulichem Wert und von Bedeutung für Ortsbild und Umgebung | 09287078 |
| Weitere Bilder                          | Wohnhaus in geschlossener Bebauung, mit Hintergebäude | Markt 13 (Karte)                                                 | 1598 Dendro (Wohnhaus); 16. Jahrhundert (Hinterhaus)                                                                            | Gestalterisch markantes Gebäude mit Lisenengliederung, Satteldach und allgemein wertvoller Bausubstanz, stadt- bzw. stadtentwicklungs- und baugeschichtlich bedeutend, zudem mit dem unverwechselbaren Torgauer Marktensemble von städtebaulichem Wert und von Bedeutung für Ortsbild und Umgebung | 09287073 |
| Weitere Bilder                          | Wolffersdorff-Denkmal (Einzeldenkmal zu ID-Nr. 09301822) | Martin-Luther-Ring (Karte)                                       | 1856 | Einzeldenkmal der Sachgesamtheit Glacis; Granit-Obelisk auf Sockel, erinnert an die Verteidigung Torgaus unter Oberst von Wolffersdorff 1759, orts- und militärgeschichtlich von Bedeutung | 09287222 |
| Weitere Bilder                          | Mietvilla mit Garage und Einfriedung | Martin-Luther-Ring 1 (Karte)                                     | 1914 | Versachlichter Bau der Architektur nach 1900, bau- und stadtentwicklungsgeschichtlich von Bedeutung. Als Kriterium ist die bau- und stadtentwicklungsgeschichtliche Bedeutung ausschlaggebend für den Denkmalwert des Anwesens Martin-Luther-Ring 1 in Torgau | 09286521 |
| Weitere Bilder                          | Villa mit markantem Treppenhaus | Martin-Luther-Ring 11 (Karte)                                    | Um 1925 | Einziges funktionalistisch gestaltetes Gebäude Torgaus (mit Anklängen an Bauhausstil), von singulärer und architekturhistorischer Bedeutung | 09287027 |
| Weitere Bilder                          | Fabrikantenvilla | Naundorfer Straße 11 (Karte)                                     | Um 1910 | Markantes Ensemble von ortsgeschichtlicher und architekturhistorischer Bedeutung, Villa und Fabrikgebäude aus einer Zeit stammend. Fabrikgebäude 2022 abgerissen. | 09287044 |
| Weitere Bilder                          | Doppelwohnhaus in offener Bebauung | Naundorfer Straße 16, 18 (Karte)                                 | Um 1930 | Charakteristisches Holzhaus der zwanziger Jahre, bauliches Zeugnis der Architekturbewegung jener Zeit, preiswerte und solide gestaltete Wohnhäuser auch in Fertigteilbauweise anzubieten, zudem gestalterisch hervorgehoben (baukünstlerischer Wert). Fensterläden, Holzverkleidung, originale Tür und überdachter Eingang. | 09287046 |
| Weitere Bilder                          | Holzhaussiedlung Naundorfer Straße (Sachgesamtheit) | Naundorfer Straße 21 bis 28 (Karte)                              | Um 1930 | Sachgesamtheit Holzhaussiedlung Naundorfer Straße, mit neun Siedlungshäusern (keine Einzeldenkmale) in offener Bebauung; baugeschichtlich bedeutsames Beispiel der Architekturbewegung in den 1920er- und 1930er-Jahren, Dokument des Versuchs, preiswerte und solide gestaltete Wohnhäuser in Fertigteilbauweise anzubieten (sozialgeschichtlicher Wert). Kleine in Reihe angeordneten Holzhaussiedlung. Aus einer Stellungnahme Steffen Delangs vom 10. März 1997: „Die um 1930 (geschätzt) durch eine ortsansässige Holzverarbeitungsfirma für die Torgauer Papierverarbeitungsfabrik errichtete Reihe von 8 gleichartigen Holzhäusern in der Naundorfer Straße stellt ein baugeschichtlich hochinteressantes Denkmalensemble dar. Die Gebäude ordnen sich in eine Architekturbewegung am Ende der 1920er Jahre ein, preiswerte und solide gestaltete Wohnhäuser in Fertigteilbauweise anzubieten. Sie sollten für wenig vermögende Bauherren erschwinglich sein bzw. für Werkssiedlungen Verwendung finden, um einen Stamm qualifizierter Facharbeiter an das jeweilige Unternehmen zu binden. Firmen wie die Deutschen Werkstätten Hellerau (Dresden) oder Christoph & Unmack in Niesky haben sich zum Teil in Zusammenarbeit mit bedeutenden Architekten (u. a. Heinrich Tessenow, Konrad Wachsmann) mit erstaunlichen Leistungen dieser Bauaufgabe gewidmet, die in gewisser Weise einen Vorläufer der modernen Fertigteilbauweise darstellt. Diese durch ihre markante Bauweise und auch als sozialgeschichtliche Zeugnisse wertvollen Denkmale gilt es, in ihrer charakteristischen äußeren Gestalt zu erhalten.“ | 09286930 |
| Weitere Bilder                          | Wohnhaus in geschlossener Bebauung | Neustraße 10 (Karte)                                             | 16./17. Jahrhundert | Im Kern Renaissancebau, bemerkenswert die Fenstergewände im Erdgeschoss und die Fachwerk-Schleppgaupe, bau- und stadtentwicklungsgeschichtlich von Bedeutung. Trotz der eingebrochenen Tordurchfahrt mit seiner Substanz bedeutend. | 09287219 |
| Weitere Bilder                          | Wohnhaus in Ecklage und geschlossener Bebauung | Neustraße 11 (Karte)                                             | 19. Jahrhundert | Charakteristisches kleinstädtisches Gebäude aus dem 19. Jahrhundert, bau- und stadtentwicklungsgeschichtlich von Bedeutung | 09287223 |
| Weitere Bilder                          | Wohnhaus in geschlossener Bebauung und Hintergebäude | Neustraße 12 (Karte)                                             | 1556 (Wohnhaus); Ende 19. Jahrhundert (Hintergebäude)                                                                           | Vordergebäude ausgesprochen repräsentatives Bürgerhaus der Renaissance mit Rundbogenportal, zeittypisch profiliertem Fenstergewände, hohem Steildach und wertvoller Bausubstanz im Innern, baugeschichtlich, künstlerisch und stadtentwicklungsgeschichtlich bedeutend, bildet mit der benachbarten Neustraße 14 zudem städtebaulich herausragende Baugruppe des Straßenzuges. Hintergebäude markanter Klinkerbau. | 09287217 |
| Weitere Bilder                          | Wohnhaus in geschlossener Bebauung | Neustraße 14 (Karte)                                             | 1701/1800 | Markantes barockes Bürgerhaus mit axialer Fassadengliederung und Mansarddach, im Innern möglicherweise noch ältere Substanz, bau- und stadtentwicklungsgeschichtlich bedeutend, bildet mit der benachbarten Neustraße 12 zudem städtebaulich herausragende Baugruppe des Straßenzuges | 09287216 |
| Weitere Bilder                          | Wohnhaus in geschlossener Bebauung | Neustraße 16 (Karte)                                             | 17. Jahrhundert | Typisches Kleinbürgerhaus des ehemaligen Spitalviertels mit verputztem Fachwerkobergeschoss (Hofseite Sichtfachwerk) und Satteldach, bau- und stadtentwicklungsgeschichtlich bedeutend. In Durchfahrt Taubenschläge des 19. Jahrhunderts. | 09287218 |
| Weitere Bilder                          | Renaissancefassade mit Entlastungsbogenkonstruktionen und Keller | Neustraße 22 (Karte)                                             | 16. Jahrhundert | Baugeschichtlich von Bedeutung | 09286809 |
| Weitere Bilder                          | Wohnhaus in geschlossener Bebauung | Nonnenstraße 1 (Karte)                                           | Mitte 16. Jahrhundert | Stattlicher Renaissancebau mit regelmäßiger Fassadengliederung, innen Holztreppe des 17. Jahrhunderts, baugeschichtlich und hausgeschichtlich von Bedeutung | 09286832 |
| Weitere Bilder                          | Wohnhaus in Ecklage und in geschlossener Bebauung, mit Hintergebäude zur Schloßstraße | Nonnenstraße 2 (Karte)                                           | 16.–19. Jahrhundert (Hintergebäude); 2. Hälfte 19. Jahrhundert (Wohnhaus)                                                       | Ausgewogene, spätklassizistische Fassadengestaltung, baugeschichtlich und straßenbildprägend von Bedeutung | 09286834 |
| Weitere Bilder                          | Wohnhaus in geschlossener Bebauung, mit Hintergebäude | Nonnenstraße 3 (Karte)                                           | 15./16. Jahrhundert | Zweigeschossiger Bau mit Satteldach, im Barock überformtes, schlichtes typisches Renaissancehaus, innen Flachbogen, die in Kämpfern enden, Segmentbogenportal, baugeschichtlich und hausgeschichtlich von Bedeutung | 09286828 |
| Weitere Bilder                          | Mietshaus in halboffener Bebauung | Nonnenstraße 4 (Karte)                                           | Um 1905 | Gestalterisch qualitätvollstes Gebäude des frühen Jugendstils in Torgau, bemerkenswert auch die Dachaufbauten mit Schnitzwerk, baugeschichtlich und künstlerisch von Bedeutung. Geschwungener floraler Jugendstil. | 09286833 |
| Weitere Bilder                          | Wohnhaus in geschlossener Bebauung | Nonnenstraße 5 (Karte)                                           | 18. Jahrhundert | Schlichter Barockbau mit klassizistisch veränderter Fassade, baugeschichtlich von Bedeutung | 09286827 |
| Weitere Bilder                          | Wohnhaus in geschlossener Bebauung, mit zwei Hintergebäuden | Nonnenstraße 7 (Karte)                                           | 2. Hälfte 16. Jahrhundert | Markanter, das Straßenbild prägender Zwerchgiebel, baugeschichtlich und straßenbildprägend von Bedeutung. Repräsentatives, zweigeschossiges Haus mit Volutengiebel und Mansarddach, zwei rückwärtige Anbauten, einer davon mit Rundbogenportal. | 09286826 |
| Weitere Bilder                          | Wohnhaus in geschlossener Bebauung | Nonnenstraße 9 (Karte)                                           | 18. Jahrhundert | Schlichter Barockbau, baugeschichtlich und städtebaulich von Bedeutung | 09286831 |
| Weitere Bilder                          | Wohnhaus in geschlossener Bebauung | Nonnenstraße 11 (Karte)                                          | Mitte 16. Jahrhundert | Schlichter Renaissancebau mit profilierten Gewänden und Rundbogenportal, baugeschichtlich von Bedeutung | 09286830 |
| Weitere Bilder                          | Wohnhaus in Ecklage und in halboffener Bebauung | Nonnenstraße 13 (Karte)                                          | 16. Jahrhundert | Ursprünglich bedeutender Renaissancebau mit Erker, baugeschichtlich von Bedeutung, dazu städtebaulich bedeutsam als Ostabschluss des Fleischmarktes | 09286829 |
| Weitere Bilder                          | Mietvilla mit Einfriedung | Nordring 1 (Karte)                                               | 1902 | Baugeschichtlich von Bedeutung | 09286481 |
| Weitere Bilder                          | Mietshaus in geschlossener Bebauung | Nordring 2 (Karte)                                               | Nach 1900 | Stattlicher Bau mit Jugendstilfassade der bewegten, floralen Phase kurz nach 1900, insbesondere Giebel, Erker und Fensteröffnungen verziert, steht zudem mit Nummer 4 in engem städtebaulichen Zusammenhang mit der Blockrandbebauung der Bahnhofsstraße, baugeschichtlich und künstlerisch von Bedeutung | 09286482 |
| Weitere Bilder                          | Villa | Nordring 3 (Karte)                                               | Um 1900 | Villenbau mit historisierender Fassade belebt durch malerischen Turm mit Zierfachwerk, Risalite und Balkons, Teil der städtebaulich qualitätvollen Glacis-Überbauung, baugeschichtlich und ortsentwicklungsgeschichtlich von Bedeutung | 09286514 |
| Weitere Bilder                          | Mietshaus in geschlossener Bebauung | Nordring 4 (Karte)                                               | Nach 1900 | Stattliches Eckgebäude mit reicher Jugendstilfassade der bewegten, floralen Phase kurz nach 1900, insbesondere Erker, Giebel und Brüstungsfelder verziert, zur Goethestraße barockisierender (fast orientalisch anmutender) Turmaufbau über dem polygonalen Eckerker, eines der schönsten Jugendstilhäuser Torgaus, baugeschichtlich und künstlerisch von Bedeutung | 09286483 |
| Weitere Bilder                          | Villa | Nordring 5 (Karte)                                               | Um 1895 | Zurückhaltender gestalteter Villenbau des ausgehenden 19. Jahrhunderts mit Klinkerfassade, Erkervorbau und malerischer Fachwerkveranda, typischer Gründerzeitbau der Kaiserzeit und Teil der städtebaulich qualitätvollen Glacis-Überbauung, baugeschichtlich und ortsentwicklungsgeschichtlich von Bedeutung | 09286516 |
| Weitere Bilder                          | Kasernengebäude und Einfriedung (ehemalige Neue Artillerie-Kaserne) | Nordring 6, 6a (Karte)                                           | Um 1900 | Bauliches Zeugnis aus der Garnisonszeit Torgaus, Denkmal der Militärgeschichte (siehe auch Goethestraße 4) | 09286606 |
| Weitere Bilder                          | Sternförmige Pflasterung mit verschiedenfarbigen Mosaiksteinen („Der Stern“) | Nordring 6a (vor) (Karte)                                        | Um 1900 | Entstand offenbar im Zusammenhang mit den dahinterliegenden Gebäuden der Neuen Artilleriekaserne, ursprünglich erhaltene, qualitätvolle Pflasterung der Jahrhundertwende vor dem Haus Nordring 6a | 09286501 |
| Weitere Bilder                          | Villa mit Einfriedung | Nordring 11 (Karte)                                              | Bezeichnet mit 1907 | Schlichter, aber solider und zeittypischer Bau, dominiert durch Eckturm, bemerkenswert auch die seitliche Eingangsveranda, stadtentwicklungsgeschichtlich bedeutend. In Wetterfahne auf dem seitlichen Turm Datierung 1907. Nach der Bauakte wurde die Villa für den Maurermeister Hugo de la Petrico errichtet. Petrico, der die Entwürfe unterschrieben hat, agierte wohl als Bauunternehmer. Er hat die Gebäude nach Fertigstellung (als sogenannte Spekulationsbauten) an andere weiterverkauft. Von ihm stammt auch die August-Bebel-Straße 11. | 09300555 |
| Weitere Bilder                          | Wohnhaus in halboffener Bebauung | Oberhafentor 1 (Karte)                                           | Um 1800 | Wohlerhaltenes Beispiel eines einfachen, um 1800 entstandenen Vorstadthauses, wohl ehemaliges Fischerhaus, bau- und stadtentwicklungsgeschichtlich bedeutend | 09300553 |
| Weitere Bilder                          | Wohnhaus in geschlossener Bebauung | Oberhafentor 2 (Karte)                                           | Bezeichnet mit 1802 | Wohlerhaltenes Beispiel eines einfachen, 1802 entstandenen Vorstadthauses, nach Berufszeichen im Scheitelstein des Eingangsportales Fischer- oder Fährhaus, bau- und stadtentwicklungsgeschichtlich bedeutend. Das Eingangsportal zeigt die Inschrift „CHR 1802“ und einen Scheitelstein mit einem Anker als Berufszeichen. | 09300554 |
| Weitere Bilder                          | Langgezogener Damm mit Sandsteinmauer und kegelförmigem Aufbau (Batardeau am Unterhafentor der ehemaligen Landes-Haupt-Festung) | Pestalozziweg (Karte)                                            | Nach 1811 (oder 1829) | Wassertechnische Anlage der historischen Befestigung Torgaus aus der 1. Hälfte des 19. Jahrhunderts, eines der wenigen Beispiele dieser Art, militärhistorisch und ortsgeschichtlich von Bedeutung | 09286973 |
| Weitere Bilder                          | Wohnhaus in geschlossener Bebauung | Pestalozziweg 1 (Karte)                                          | 18. Jahrhundert | Als Gebäude aus dem 18. Jahrhundert stadtbaugeschichtlich bedeutend. Zweigeschossig, Mansarddach, Fensterachsen nicht einheitlich, Sandsteingewände. | 09286977 |
| Weitere Bilder                          | Wohnhaus in halboffener Bebauung | Pestalozziweg 2 (Karte)                                          | Ende 18. Jahrhundert | Als Bau des 18. Jahrhunderts stadtbaugeschichtlich bedeutend. Zweigeschossig, fünfachsig, Satteldach, seitlicher Eingang mit Segmentbogen und Ohren, die beiden ursprünglich unter Nummer 2 angegebenen Hintergebäude gehören zu Pestalozziweg 4. | 09286978 |
| Weitere Bilder                          | Wohnhaus in geschlossener Bebauung und zwei Hintergebäude | Pestalozziweg 4 (Karte)                                          | Ende 18. Jahrhundert (Wohnhaus und Hinterhaus); um 1900 (Hinterhaus)                                                            | Baugeschichtlich und städtebaulich von Bedeutung, zudem bedeutend für das Ortsbild (Ansicht von der Elbe), das um 1900 entstandene Hintergebäude auch gestalterisch hervorgehoben (markanter Klinkerbau mit Verzierung). Zweigeschossig, drei Achsen, Segmentbogenportal, Satteldach. | 09286979 |
| Weitere Bilder                          | Wohnhaus in offener Bebauung, mit Hintergebäude | Pestalozziweg 5 (Karte)                                          | 18. Jahrhundert | Markanter Bau mit hohem Walmdach und allseitig durchgehendem Dachausbau, als charakteristischer Bau aus dem 18. Jahrhundert von architekturhistorischem Wert, stadtbaugeschichtlich bedeutend und von Bedeutung für das Ortsbild | 09287033 |
| Weitere Bilder                          | Nördlicher Teil des Wohnhauses in geschlossener Bebauung | Pestalozziweg 6 (Karte)                                          | 18. Jahrhundert; 1. Hälfte 19. Jahrhundert                                                                                      | Südlicher Teil wurde abgebrochen (heute Neubau), von architekturhistorischem Wert, stadtbaugeschichtlicher Bedeutung und Seltenheitswert | 09286980 |
| Weitere Bilder                          | Tür des Wohnhauses | Pestalozziweg 7 (Karte)                                          | Um 1890 | Handwerklich von Bedeutung | 09287032 |
| Weitere Bilder                          | Wohnhaus in geschlossener Bebauung | Pestalozziweg 8 (Karte)                                          | 1. Hälfte 19. Jahrhundert | Zeittypischer Putzbau mit baugeschichtlicher und ortsbildprägender Bedeutung (Ansicht von der Elbe). Drei Achsen, zweigeschossig, Satteldach, ursprünglich stichbogig geschlossene Tür mit Scheitelstein nicht mehr erhalten. | 09286975 |
| Weitere Bilder                          | Wohnhaus in geschlossener Bebauung | Pestalozziweg 9 (Karte)                                          | Um 1880 | Als aufwendig gestalteter Historismusbau von architekturhistorischem Wert, baukünstlerisch qualitätvoll, zudem bedeutend für das Ortsbild. Zweigeschossig, rustiziertes Erdgeschoss, Etagenprofil, Kranzgesims, dazu aufwendiges Tor, horizontale Gliederung mit abgesetztem Erdgeschoss und ädikulaartigen Fenstereinfassungen in Anlehnung an italienische Renaissancebauten. | 09287036 |
| Weitere Bilder                          | Ehemaliger Schlachthof mit Produktionsgebäude, einschließlich Heizhaus und Esse, sowie Verwaltungsgebäude und eingeschossigem Nebengebäude | Pestalozziweg 13 (Karte)                                         | Um 1900 | Gestalterisch qualitätvolles Ensemble mit Klinker- und Klinker-Putz-Fassaden, besonders bemerkenswert die Blendbogenfassade des Produktionsgebäudes, von ortsgeschichtlichem und architekturhistorischem Wert (Zeugnis Industriearchitektur um 1900) | 09287035 |
| Weitere Bilder                          | Mietshaus in geschlossener Bebauung | Pfarrstraße 1 (Karte)                                            | Ende 19. Jahrhundert | Gebäude mit historisierender Klinkerfassade, stadtentwicklungs- und baugeschichtlich von Bedeutung. Fensteröffnungen mit Segmentbogenabschluss, horizontaler Betonung durch Etagenprofile und Zahnschnittfriese, im ersten Obergeschoss Fenster mit Kapitellchen und profilierten Kämpfern. | 09287056 |
| Weitere Bilder                          | Wohnhaus in geschlossener Bebauung | Pfarrstraße 3 (Karte)                                            | Ende 15. Jahrhundert | Charakteristisches Gebäude um 1500 mit eindrucksvoller giebelständiger Fassade und hohem Steildach, im Innern bisher einzigartige Ausmalung der Frührenaissance, zudem eines der wenigen Giebelhäuser Torgaus (vgl. mit Lorenzstraße 12 und Katharinenstraße 8), von stadtentwicklungsgeschichtlicher, singulärer baugeschichtlicher und künstlerischer Bedeutung, ursprünglich wohl Freier Hof, Freihaus und späterhin freies Erbgut, aus diesem Grund auch bedeutend für Ortsgeschichte | 09287055 |
| Weitere Bilder                          | Wohnhaus in halboffener Bebauung, mit Hintergebäude (Seitenflügel) | Pfarrstraße 4 (Karte)                                            | 16. Jahrhundert (Wohnhaus); 18. Jahrhundert (Hinterhaus)                                                                        | Eines der stattlichsten Bürgerhäuser Torgaus aus der Renaissance mit Rundbogenportal, hohem Satteldach und allgemein wertvoller Bausubstanz, Seitenflügel mit Mansarddach aus dem 18. Jahrhundert, Anwesen von stadt- bzw. stadtentwicklungsgeschichtlicher Bedeutung, baugeschichtlichem Wert und Bedeutung für das Ortsbild | 09287052 |
| Weitere Bilder                          | Wohnhaus in geschlossener Bebauung | Pfarrstraße 5 (Karte)                                            | Bezeichnet mit 1594 | Charakteristisches Renaissancegebäude mit profilierten Fenstergewänden, Steildach, markantem Dacherker und allgemein wertvoller Bausubstanz, von bau- und stadtentwicklungsgeschichtlicher Bedeutung, als einstiges Gebäude eines kurfürstlichen Beamten zudem von orts- und landesgeschichtlicher Bedeutung | 09287054 |
| Weitere Bilder                          | Wohnhaus in halboffener Bebauung | Pfarrstraße 6 (Karte)                                            | Bezeichnet mit 1541 (VDMIAE MDXXXXI)                                                                                            | Heute Evangelisches Kirchenamt, im Charakter noch spätgotisches Gebäude mit Stabwerkportal, profilierten Fenstern, hohem Satteldach und allgemein wertvoller Bausubstanz, stadt- bzw. stadtentwicklungsgeschichtlich bedeutend, baugeschichtlich wertvoll und von Bedeutung für Ortsbild | 09287053 |
| Weitere Bilder                          | Ernst-Thälmann-Denkmal | Promenade (Karte)                                                | 1974 | Anlage aus fünf Platten mit figürlichen Darstellungen im Halbrelief und Inschrift, markantes Beispiel derartiger DDR-Denkmale seit dem Ende der sechziger Jahre, geschichtlich von Bedeutung | 09287213 |
| Weitere Bilder                          | Höhere Töchterschule | Promenade 1 (Karte)                                              | 1868–1870 | Repräsentatives historisierendes Gebäude mit Klinkerfassade, stadt- bzw. stadtentwicklungsgeschichtlich bedeutend, zudem wichtig für Ortsbild und Umgebung. Einschließlich Anbau, Klinkerfassade mit Ziersteinen, Konsolgesims usw., ab 1898 Katharina-von-Bora-Schule. | 09287144 |
| Weitere Bilder                          | Mietshaus in geschlossener Bebauung (ehemals Straße der Jugend 2 als Hintergebäude zur Promenade) | Promenade 1b (Karte)                                             | Bezeichnet mit 1872 | Qualitätvoller spätklassizistischer Bau von architekturhistorischem Wert (anschauliches bauliches Zeugnis der Architektur der 2. Hälfte des 19. Jahrhunderts) und baukünstlerischer Bedeutung (im Vergleich mit zeitgleich entstandenen Bauten gestalterisch hervorgehoben), zudem bedeutend für das Ortsbild. Bau in den Formen der italienischen Neorenaissance mit klassizistischen Elementen: rustiziertes Erdgeschoss, ädikulaartige Fenstereinfassungen im ersten Obergeschoss, Rankenfries mit Datierung und Löwenfiguren, Konsolgesims, ursprüngliche Eingangstür (Füllungstür), innen originale Türen und Treppenhaus. | 09287022 |
| Weitere Bilder                          | Wohnhaus und Hinterhaus | Promenade 1 (Straße der Jugend 1) (Karte)                        | 18. Jahrhundert (Ansicht Straße der Jugend); um 1875 (Ansicht zur Promenade)                                                    | Zweigeschossiges schlichtes Haus in geschlossener Bebauung mit Fachwerk im Obergeschoss und einfach profilierten Sandsteingewänden und im hinteren Grundstücksteil Hinterhaus als Mietshaus in geschlossener Bebauung (als Hintergebäude zur Promenade hin). - Vorderhaus: Teil der ursprünglichen vorstädtischen Bebauung, bemerkenswerte Details die hölzernen Fenstergewände im Obergeschoss und das profilierte Traufgesims, ebenfalls aus Holz, schmales Gebäude mit etwa drei Achsen - Hinterhaus: qualitätvoller spätklassizistischer Bau von architekturhistorischem Wert (anschauliches bauliches Zeugnis der Architektur der 2. Hälfte des 19. Jahrhunderts), ursprünglich erhalten und bedeutend für das Ortsbild (Ansicht der Promenade) | 09287021 |
| Weitere Bilder                          | Wohnhaus mit Garten, Remise und Einfriedung | Promenade 2 (Karte)                                              | 2. Viertel 19. Jahrhundert | In seiner Gesamtheit erhaltenswertes Anwesen aus der Zeit des Klassizismus, stadt- bzw. stadtentwicklungs- und baugeschichtlich von Bedeutung, zudem wichtig für Ortsbild und Umgebung. Remise und Einfriedung liegen an der Straße der Jugend, halbrundes Fenster an der Remise, Dreiecksgiebel an der Hofseite des Wohnhauses. | 09287141 |
| Weitere Bilder                          | Gymnasium Torgau | Promenade 3 (Karte)                                              | 1834–1835 | Markanter klassizistischer Schulbau mit langgestreckter platzbildender Fassade, ortshistorisch und stadtentwicklungsgeschichtlich bedeutend, zudem wichtig für Ortsbild und Umgebung, zwischenzeitlich Gymnasium | 09287145 |
| Weitere Bilder                          | Villa | Promenade 4 (Karte)                                              | 3. Viertel 19. Jahrhundert | Repräsentativer Neorenaissancebau, mit Portikus toskanischer Ordnung, gestalterisch hervorgehobenem Mittelrisalit, horizontaler Gliederung und Putzgestaltung, einer der architektonisch bemerkenswertesten Solitärbauten Torgaus aus der 2. Hälfte des 19. Jahrhunderts, stadt- bzw. stadtentwicklungs- und baugeschichtlich sowie künstlerisch bedeutend | 09287136 |
| Weitere Bilder                          | Wohnhaus eines kleinen Gehöftes | Promenade 6 (Karte)                                              | Um 1860 | Bemerkenswerte Details wie Schleppluke zur Straße und rückwärtiges Segmentbogenportal, stadt- bzw. stadtentwicklungsgeschichtlich bedeutend | 09287142 |
| Weitere Bilder                          | Wohnhaus in offener Bebauung | Promenade 6a (Karte)                                             | Mitte 19. Jahrhundert | Zweigeschossiger, gestalterisch sehr ausgewogener spätklassizistischer Bau mit übergiebeltem Dacherker und feiner Putzstruktur, stadt- bzw. stadtentwicklungsgeschichtlich bedeutend. Innen vor den Fenstern segmentbogenförmige Blend- bzw. Wandbögen. | 09287137 |
| Weitere Bilder                          | Militärgebäude (ehemalige Garnisonsverwaltung) | Promenade 7 (Karte)                                              | 3. Viertel 19. Jahrhundert | Markanter palazzoartiger Bau mit flachem Dach und Kniestock, baugeschichtlich von Belang, zudem als bauliches Zeugnis der preußischen Garnisonszeit militär- und ortsgeschichtlich von Bedeutung | 09286821 |
| Weitere Bilder                          | Kommandantur mit zwei Anbauten | Promenade 8 (Karte)                                              | 2. Viertel 19. Jahrhundert | Markantes dreigeschossiges Gebäude mit Krüppelwalmdach und wohlabgewogener Fassade, stadtentwicklungs- und baugeschichtlich bedeutend, zudem als bauliches Zeugnis der preußischen Garnisonszeit militär- und ortsgeschichtlich von Bedeutung. Das Gebäude stammt vermutlich aus dem 2. Viertel des 19. Jahrhunderts und wurde 1851 um den hinter Hand gelegenen Flügel vergrößert. Auf der Bauzeichnung von 1851 wird deutlich unterschieden zwischen angekauftem Privatgebäude (Hauptbau und rechter Flügel) und Neubau (linker Flügel). Dies wird aus dem Text im Inventar nicht ersichtlich. Bevor der Bau „Commandantur“ wurde, war er als Preßlersches Haus bekannt. | 09287139 |
| Weitere Bilder                          | Wohnhaus in Ecklage und halboffener Bebauung | Promenade 9 (Karte)                                              | 2. Drittel 19. Jahrhundert | Stadt- bzw. stadtentwicklungsgeschichtlich wichtiges Gebäude in spätklassizistischen Formen, zudem bedeutend für Ortsbild und Umgebung | 09287140 |
| Weitere Bilder                          | Wohnhaus in geschlossener Bebauung | Promenade 10 (Karte)                                             | 16. Jahrhundert | Dieses Gebäude (von der Entengasse einsehbar) gehört als Hinterhaus zur Promenade 10, kleines zweigeschossiges Fachwerkhaus, bis auf Toreinfahrt ursprünglich, wohlerhaltenes Beispiel des einfachsten Bürgerhauses des 16. Jahrhunderts, stadt- bzw. stadtentwicklungsgeschichtlich bedeutend | 09287138 |
| Weitere Bilder                          | Mietshaus in geschlossener Bebauung | Promenade 11 (Karte)                                             | Um 1895 | Historismusbau mit reicher Fassadengestaltung im Stil der Neorenaissance, stadt- bzw. stadtentwicklungs- und baugeschichtlich von Bedeutung, zudem wichtig für Ortsbild und Umgebung | 09287143 |
| Weitere Bilder                          | Mietshaus in offener Bebauung | Puschkinstraße 1 (Karte)                                         | Um 1895 | Markanter historisierender Bau mit reicher Klinker-Sandstein-Fassade, das Erdgeschoss durch rustizierende Putznutung deutlich abgesetzt, bau- und stadtentwicklungsgeschichtlich bedeutend | 09287190 |
| Weitere Bilder                          | Drei Kasernengebäude mit Einfriedung (ehemalige Neue Artillerie-Kaserne) | Puschkinstraße 3 (Karte)                                         | 1909; 1910 | An der Straße stattlicher dreigeschossiger Bau mit Klinker-Putz-Architektur in den Formen des sog. geometrischen Jugendstils (bemerkenswert die hohen Essen), daneben ehemalige Latrine für eine Batterie, im hinteren Teil des Grundstücks der langgestreckte Trakt des ehemaligen Bekleidungskammergebäudes mit Klinkerverblendung, Einfriedung aus Sockel, Pfeilern und schmiedeeisernen Gittern (erstreckt sich an der Wolffersdorffstraße und an der Pukschkinstraße bis zum ehemaligen Logenhaus), Erweiterung des Artillerie-Kasernements, bauliche Zeugnisse aus der preußischen Garnisonszeit, Denkmale der Militärgeschichte | 09286448 |
| Weitere Bilder                          | Ehemalige Loge „Friedrich Wilhelm zu den drei Kränzen“ | Puschkinstraße 4 (Karte)                                         | Um 1845 | Frei stehendes, zweigeschossiges villenähnliches Gebäude, mit flachem Walmdach, bereichert durch Risalite, Putzquaderung, Gurt- und Kranzgesims sowie Rundbogenfenster, baukünstlerisch schlichter, aber wohlproportionierter spätklassizistischer Bau, Wirkungsstätte der Torgauer Freimaurer | 09286446 |
| Weitere Bilder                          | Teile zweier Batterie-Ställe an der Ecke Puschkinstraße/Wittenberger Straße, die zwei westlichen Giebel und die vier östlichen Joche des hinteren, südlichen Stalls sowie Einfriedung (ehemalige Neue Artillerie-Kaserne)                                                                                                   | Puschkinstraße 5 (Karte)                                         | 1880–1883 | Historische Gebäude heute integriert in einen Edeka-Markt, die erwähnten Joche Konstruktion aus gusseisernen Säulen und Gewölben, markante bauliche Zeugnisse aus der preußischen Garnisonszeit, Denkmal der Militärgeschichte, zudem ortsgeschichtlich von Belang (siehe auch Puschkinstraße 6 und Wittenberger Straße 18) | 09287203 |
| Weitere Bilder                          | Unterkunfts- oder Wohngebäude (ehemalige Neue Artillerie-Kaserne) | Puschkinstraße 6 (Karte)                                         | 1880–1883 | Teil der Neuen Artillerie-Kaserne, dreigeschossiger Backsteinrohbau mit vorgelagertem, viergeschossigem Mittelrisalit und erhöhten, quergestellten Seitenflügeln, Fassaden mit schwerer Neorenaissance-Architektur, repräsentatives bauliches Zeugnis aus der preußischen Garnisonszeit, Denkmal der Militärgeschichte, besitzt zudem einen baugeschichtlichen Wert (siehe auch Puschkinstraße 5 und Wittenberger Straße 18). Die Neue Artillerie-Kaserne entstand auf dem Gelände der dem Magistrat der Festung Torgau gehörigen Marstallgebäude. Während die Marställe (u. a. das heutige Gebäude Fritz-Reuter-Straße 4) zu Batterie-Ställen umfunktioniert wurden, ließ man die Marstall-Scheune und ein Marstall-Wohngebäude abbrechen. Anstelle der letztgenannten Gebäude errichtete die Militärverwaltung zwischen 1880 und 1883 ein repräsentatives Unterkunfts- oder Wohngebäude (Puschkinstraße 6) und zwei neue Batterie-Ställe (Puschkinstraße 5 und Wittenberger Straße 18). | 09286447 |
| Weitere Bilder                          | Gestüt Repitz (Sachgesamtheit) | Repitz 11, 12, 13, 14, 15, 16, 17, 18, 19, 20 (Karte)            | 17./18. Jahrhundert | Sachgesamtheit Gestüt Repitz mit folgendem Einzeldenkmal: Herrenhaus, auch Torbogenhaus (siehe 09286691), nördliche Allee (Gartendenkmal) sowie die seitlichen Wirtschafts- und Wohngebäude mit Wirtschaftshof als Sachgesamtheitsteile; historisch bedeutsame Anlage, deren Geschichte bis ins 17. und 18. Jahrhundert zurückreicht, baugeschichtlich, ortsgeschichtlich und landschaftsgestalterisch von Bedeutung. Baumbestand: Reste eines barocken Alleensystems (Entwurf 1725), das die fünf Gestüte Repitz, Graditz, Kreischau, Döhlen, Neubleesern und das Rittergut Mahla miteinander verbinden und in Sichtbeziehung zum Schloss Hartenfels in Torgau setzen sollte; vom Hauptgebäude ausgehend in Richtung Neubleesern – ursprünglich durchgehend – Reste einer Linden-Allee (Tilia cordata – Sommer-Linde) im schlossnahen Bereich, ab Ortsende Reste einer Kastanien-Allee (Aesculus hippocastanum – Rosskastanie, nur auf östlicher Seite erhalten, Baumabstand innerhalb der Reihe ca. 7,50 m); siehe auch Triebweg Neubleesern in Großtreben-Zwethau und Gestüt Graditz in Torgau (Dorfstraße 65). | 09301814 |
| Weitere Bilder                          | Herrenhaus, auch Torbogenhaus (Einzeldenkmal zu ID-Nr. 09301814) | Repitz 16 (Karte)                                                | 1686–1689 | Einzeldenkmal der Sachgesamtheit Gestüt Repitz; markantes Hauptgebäude des U-förmig angelegten Gestüts, architektonisch und gestalterisch bemerkenswert, baugeschichtlich und ortsgeschichtlich von Bedeutung. - Hauptgebäude: zweigeschossiger Bruchsteinbau mit Satteldach, klar gegliederte Fassade mit Sandsteingewänden um Fenster und Torbogen, letzterer annähernd Korbbogenform (bzw. gedrückter Rundbogen) - Inschrift an südlichem Giebel des östlichen Seitentrakts: Erbaut 1689, zum Landgestütmarstall eingerichtet 1834, am 19. August 1892 abgebrannt und danach als Abfohlstall erneuert - Inschrift an südlichem Giebel des westlichen Seitentraktes: Renoviert 1833–1686 | 09286691 |
|                                         | Ehemaliges Gestütsarbeiterhaus | Repitz 35 (Karte)                                                | Bezeichnet mit 1866 | Langgestreckter, eingeschossiger Bau mit Stipputz und Klinkerverzierung im Sockelbereich, an den Gebäudekanten und an den Fenstern, markantes Landarbeiterhaus aus der zweiten Hälfte des 19. Jahrhunderts, zudem gestalterisch etwas hervorgehoben. Klappläden und originale Fenster erhalten. | 09286690 |
| Weitere Bilder                          | Mietshaus in geschlossener Bebauung | Ritterstraße 2 (Karte)                                           | Um 1880 | Repräsentativer Bau mit Neorenaissancefassade, bereichert durch Dreiecksgiebel, Pilaster und Halbsäulen, markante Haustür, baugeschichtlich von Bedeutung | 09286510 |
| Weitere Bilder                          | Wohnhaus in geschlossener Bebauung | Ritterstraße 4 (Karte)                                           | 16./17. Jahrhundert | Stattliche Gestalt, im späten 19. Jahrhundert veränderter Renaissancebau, dessen Kern und zwei Portale noch vorhanden, baugeschichtlich und hausgeschichtlich von Bedeutung | 09286768 |
|                                         | Mietshaus in geschlossener Bebauung | Ritterstraße 5 (Karte)                                           | Ende 19. Jahrhundert | Markanter Bau mit feingliedriger Historismusfassade, baugeschichtlich von Bedeutung | 09286767 |
|                                         | Wohnhaus in geschlossener Bebauung | Ritterstraße 6 (Karte)                                           | 1480/1490 | Im Kern spätgotische Substanz, Fassaden im 19. Jahrhundert verändert, historisierender Ladeneinbau, bemerkenswertes Zellengewölbe in der Durchfahrt und spätgotisches Vorhangbogenfenster an der Hofseite, baugeschichtlich und hausgeschichtlich von Bedeutung | 09286770 |
|                                         | Wohnhaus in geschlossener Bebauung | Ritterstraße 8 (Karte)                                           | 18. Jahrhundert | Schlichter, undekorierter, im 19. Jahrhundert veränderter Barockbau, baugeschichtlich von Bedeutung | 09286769 |
| Weitere Bilder                          | Stadtpalais mit Hintergebäude | Ritterstraße 10 (Karte)                                          | Um 1730 | Bedeutendster Barockbau Torgaus mit überhöhtem Mittelteil und niedrigeren Seitentrakten, Mittelteil durch Pilaster und dekorativ betonte Mittelachse hervorgehoben, Inneres mit zum Teil original erhaltenen Raumausstattungen, besonders reich dekorierte Stuckdecken, Hintergebäude schlichter Renaissancebau, baugeschichtlich und künstlerisch von Bedeutung | 09286772 |
| Weitere Bilder                          | Wohnhaus in geschlossener Bebauung | Ritterstraße 11 (Karte)                                          | 18. Jahrhundert | Baugeschichtlich und städtebaulich von Bedeutung | 09286771 |
| Weitere Bilder                          | Wohnhaus in geschlossener Bebauung | Ritterstraße 13 (Karte)                                          | Bezeichnet mit 1738 | Breitgelagerter, beherrschender Barockbau mit ungegliederter, ehemals wohl illusionistisch bemalter Fassade, in der Mittelachse pilastergerahmtes Stichbogenportal von kräftiger Plastizität, baugeschichtlich und städtebaulich von Bedeutung | 09286774 |
| Weitere Bilder                          | Wohnhaus in halboffener Bebauung | Ritterstraße 15 (Karte)                                          | 1541, 1684–1697 | Stattliches, im 17. Jahrhundert verändertes Renaissancegebäude in städtebaulich exponierter Lage gegenüber der Westfront der Stadtkirche St. Marien und an der Mündung der Pfarrstraße in die Ritterstraße, im Innern wertvolle Details und Strukturen des 16./17. Jahrhunderts, u. a. die bedeutendste frühbarocke Stuckdecke Torgaus (Simonetti-Umkreis), baugeschichtlich, künstlerisch und straßenbildprägend von Bedeutung | 09286773 |
| Weitere Bilder                          | Kasernengebäude (ehemalige Infanteriekaserne des Infanterie-Regiments Nr. 72) | Röhrweg 1 (Karte)                                                | Um 1900 | Mit Klinker-Putz-Architektur und flachem Satteldach, neben Friedrich-Naumann-Straße 3 letztes erhaltenes Gebäude des Infanteriekasernements in diesem Teil der Stadt, bau-, militär- und ortsgeschichtlich bedeutend | 09287041 |
| Weitere Bilder                          | Wohnhaus in Ecklage und in geschlossener Bebauung | Rosa-Luxemburg-Platz 1 (Karte)                                   | Mitte 19. Jahrhundert | Spätklassizistischer, wohlproportionierter zweigeschossiger Eckbau mit Kniestock, mittiger Balkenvorlage, dem Stil entsprechend einheitliche Fassadengestaltung (Fensterprofile, Stürze, einfache Gesimse und Brüstungsfelder mit Spiegeln), baugeschichtlich und ortsentwicklungsgeschichtlich von Bedeutung | 09286779 |
| Weitere Bilder                          | Wohnhaus in geschlossener Bebauung | Rosa-Luxemburg-Platz 2 (Karte)                                   | 1. Hälfte 19. Jahrhundert | Ungegliederter, aber die südliche Platzwand bestimmender, langgestreckter Baukörper, ortsentwicklungsgeschichtlich von Bedeutung. Ursprünglich wohl zweigeschossiger Bau, im 19. Jahrhundert aufgestockt und überformt, innen Holzbalken und Segmentbögen hinter den Fenstern, im Kern möglicherweise noch Substanz aus dem 18. Jahrhundert | 09286780 |
| Weitere Bilder                          | Wohnhaus in geschlossener Bebauung | Rosa-Luxemburg-Platz 4 (Karte)                                   | 16. Jahrhundert | Gedrungenes, zweigeschossiges Handwerkerhaus mit charakteristischem Steildach, älteste Bebauung am Rosa-Luxemburg-Platz, aufgrund seines hohen Alters architektonisch und für die Stadtgeschichte bedeutend | 09286776 |
| Weitere Bilder                          | Wohnhaus in geschlossener Bebauung | Rosa-Luxemburg-Platz 5 (Karte)                                   | 2. Hälfte 19. Jahrhundert | Bau des späten 19. Jahrhunderts (Historismus) mit qualitätvoller, ausgewogener Fassadengestaltung, baugeschichtlich von Bedeutung. Im Erdgeschoss Putznutung und Diamantquaderung an den Gebäudekanten, darüber gerahmte Fensteröffnungen, bereichert von Stürzen und einem Dreiecksgiebel. | 09286777 |
| Weitere Bilder                          | Verwaltungsgebäude (ehemaliges Kreishaus) | Rosa-Luxemburg-Platz 14 (Karte)                                  | 3. Viertel 19. Jahrhundert | Markanter Bau aus Haupttrakt und niedrigeren Flügelanbauten, durch seine Gestaltung, z. B. die lisenengegliederte Fassade des Mittelteils und die schweren, fast wuchtig wirkenden Krüppelwalmdächer der Flügel ortsbildprägend (heute Amtsgericht Torgau), baugeschichtlich und ortsgeschichtlich von Bedeutung | 09286524 |
| Weitere Bilder                          | Schützenhaus (ehemaliger Schießgarten) | Rosa-Luxemburg-Platz 16 (Karte)                                  | Nach 1811 | Langgestreckter Bau mit Mansarddach und mittlerem Frontgiebel in städtebaulich bedeutsamer Lage an der NO-Ecke des Platzes und in der Flucht der Bäckerstraße, baugeschichtlich, ortsgeschichtlich und stadtentwicklungsgeschichtlich bedeutend | 09286778 |
| Weitere Bilder                          | Mietvilla bzw. Stadtvilla in Ecklage | Rudolf-Breitscheid-Straße 1 (Karte)                              | 1901–1902, bezeichnet mit 1901                                                                                                  | Neben Spitalstraße 5 der reichste Historismusbau Torgaus mit aufwendiger Fassadengestaltung im Stil der Deutschen Renaissance, belebt durch Jugendstilelemente, in Flur und Treppenhaus vollständig erhaltene, alle Wände, Decken und Flächen unter den Treppenläufen überziehende Jugendstilausmalung (in dieser Form im nordsächsischen Raum wohl singulär), baugeschichtlich, künstlerisch und straßenbildprägend von Bedeutung. Die Stadtvilla wurde für die Kaufleute Georg und Hugo W. Pöhler errichtet. Entwurf und Ausführung lagen in den Händen von Franz Lehmann. | 09286484 |
| Weitere Bilder                          | Wohnhaus in geschlossener Bebauung | Rudolf-Breitscheid-Straße 2 (Karte)                              | Frühes 19. Jahrhundert | Typisches Handwerker- bzw. Kleinbürgerhaus des frühen 19. Jahrhunderts, baugeschichtlich von Bedeutung | 09287192 |
| Weitere Bilder                          | Wohnhaus in halboffener Bebauung | Rudolf-Breitscheid-Straße 3 (Karte)                              | 3. Viertel 19. Jahrhundert | Repräsentative, palastartige Fassade mit monumental wirkender Pilastergliederung im Obergeschoss, baugeschichtlich und künstlerisch von Bedeutung | 09286845 |
| Weitere Bilder                          | Wohnhaus in geschlossener Bebauung | Rudolf-Breitscheid-Straße 4 (Karte)                              | Frühes 19. Jahrhundert | Typisches Handwerker- bzw. Kleinbürgerhaus des frühen 19. Jahrhunderts, stadtentwicklungsgeschichtlich von Bedeutung | 09287193 |
| Weitere Bilder                          | Wohnhaus in geschlossener Bebauung | Rudolf-Breitscheid-Straße 5 (Karte)                              | Um 1870 | Repräsentativ gestaltete Fassade mit Pilastergliederung im Obergeschoss, baugeschichtlich von Bedeutung | 09286846 |
| Weitere Bilder                          | Wohnhaus in geschlossener Bebauung, mit Jugendstilportal | Rudolf-Breitscheid-Straße 6 (Karte)                              | Um 1910 | Typisches Handwerker- bzw. Kleinbürgerhaus des frühen 19. Jahrhunderts, stadtentwicklungsgeschichtlich von Bedeutung | 09286855 |
| Weitere Bilder                          | Wohnhaus in geschlossener Bebauung | Rudolf-Breitscheid-Straße 7 (Karte)                              | Bezeichnet mit 1573 | Schlichter, äußerlich veränderter Renaissancebau mit Sitznischenportal, baugeschichtlich und hausgeschichtlich von Bedeutung | 09286847 |
| Weitere Bilder                          | Wohnhaus in geschlossener Bebauung | Rudolf-Breitscheid-Straße 8 (Karte)                              | Frühes 19. Jahrhundert | Typisches Handwerker- bzw. Kleinbürgerhaus des frühen 19. Jahrhunderts, stadtentwicklungsgeschichtlich von Bedeutung | 09287194 |
| Weitere Bilder                          | Wohnhaus in geschlossener Bebauung, mit Hintergebäude | Rudolf-Breitscheid-Straße 9 (Karte)                              | 17./18. Jahrhundert | Schlichter Renaissancebau mit Sitznischenportal baugeschichtlich von Bedeutung | 09286848 |
| Weitere Bilder                          | Wohnhaus in geschlossener Bebauung | Rudolf-Breitscheid-Straße 13 (Karte)                             | 2. Viertel 19. Jahrhundert | Breitgelagertes Biedermeierhaus mit charakteristischer Putzquaderung, baugeschichtlich und städtebaulich von Bedeutung | 09286850 |
| Weitere Bilder                          | Wohnhaus in Ecklage und in geschlossener Bebauung, mit Seitenflügel in der Neustraße | Rudolf-Breitscheid-Straße 14 (Karte)                             | 16.–18. Jahrhundert (Wohnhaus); um 1800, im Kern vielleicht älter (Nebengebäude)                                                | Städtebaulich bedeutsamer Giebel zur Neustraße, Teile eines Renaissancehauses enthalten, Seitenflügel mit schöner Haustür, baugeschichtlich und hausgeschichtlich von Bedeutung | 09286854 |
| Weitere Bilder                          | Wohnhaus in geschlossener Bebauung | Rudolf-Breitscheid-Straße 15 (Karte)                             | Anfang 17. Jahrhundert | Schlichtes Renaissancehaus, baugeschichtlich und hausgeschichtlich von Bedeutung | 09286851 |
| Weitere Bilder                          | Mietshaus in geschlossener Bebauung und Ecklage | Rudolf-Breitscheid-Straße 16 (Karte)                             | Bezeichnet mit 1890 | Großer, repräsentativer Gründerzeitbau mit wuchtiger Fassadengliederung und markantem Tor (darüber Relief eines Hufschmiedes), bedeutend für das Ortsbild und die Ortsgeschichte (als Niederlassung eines Handwerkers). Relief „Mstr. Robert Schale 1890“. | 09286853 |
| Weitere Bilder                          | Wohnhaus in geschlossener Bebauung | Rudolf-Breitscheid-Straße 17 (Karte)                             | 18. Jahrhundert | Weitgehend ursprünglich erhaltenes, charakteristisches Kleinbürgerhaus, vermutlich aus dem 18. Jahrhundert, zudem von Bedeutung für Straßenbild (Straßenzug der Rudolf-Breitscheid-Straße) | 09286737 |
| Weitere Bilder                          | Wohnhaus in geschlossener Bebauung | Rudolf-Breitscheid-Straße 21 (Karte)                             | 18./19. Jahrhundert | Zweigeschossiger Bau mit Satteldach, baugeschichtlich und städtebaulich von Bedeutung | 09286844 |
| Weitere Bilder                          | Wohnhaus mit Hintergebäude in geschlossener Bebauung | Rudolf-Breitscheid-Straße 26 (Karte)                             | 18./19. Jahrhundert | Zeittypischer Vorstadtbau mit schlichter Putzfassade, baugeschichtlich von Bedeutung. Älterer zweigeschossiger Bau mit Steildach. | 09286858 |
| Weitere Bilder                          | Wohnhaus in Ecklage | Rudolf-Breitscheid-Straße 27 (Karte)                             | 16. Jahrhundert | Im Innern Renaissancestruktur, baugeschichtlich und hausgeschichtlich von Bedeutung | 09286856 |
| Weitere Bilder                          | Wohnhaus in geschlossener Bebauung | Rudolf-Breitscheid-Straße 28 (Karte)                             | 2. Hälfte 18. Jahrhundert und 1. Hälfte 19. Jahrhundert                                                                         | Eckhaus mit Krüppelwalm zur Rudolf-Breitscheid-Straße, städtebaulicher Abschluss der Häuserzeile Lorenzstraße 7–27, baugeschichtlich und straßenbildprägend von Bedeutung, zweigeschossiger Bau | 09286852 |
| Weitere Bilder                          | Wohnhaus in geschlossener Bebauung | Rudolf-Breitscheid-Straße 29 (Karte)                             | 18. Jahrhundert | Markanter Barockbau mit Mansarddach und Gaupen, baugeschichtlich und straßenbildprägend von Bedeutung. Zweigeschossiger Bau, vier stehende Gaupen. | 09286843 |
| Weitere Bilder                          | Wohnhaus in geschlossener Bebauung | Rudolf-Breitscheid-Straße 33 (Karte)                             | 18. Jahrhundert | Schlichter Barockbau mit Mansarddach, baugeschichtlich und straßenbildprägend von Bedeutung | 09286842 |
| Weitere Bilder                          | Wohnhaus in geschlossener Bebauung | Rudolf-Breitscheid-Straße 35 (Karte)                             | Bezeichnet mit 1622 (Sitznischenportal)                                                                                         | Schlichter, traufständiger Renaissancebau mit einem Sitznischenportal und Steildach, typisches sächsisches Breitwandhaus, künstlerisch, bau- und stadtentwicklungsgeschichtlich bedeutend. Langgestreckter, zweigeschossiger Bau von fünf asymmetrischen Achsen, zum Teil profilierte Fenstergewände, Sitznischenportal: niedrig, kleine Muscheln als Abschluss der seitlichen Nischen, nur rechter Sitz erhalten, Eierstab- und Zahnschnittfries schmücken Archivolten über den Kämpfergesimsen. 1822 gebautes Hintergebäude (geringerer Denkmalwert) bereits abgerissen. | 09286857 |
| Weitere Bilder                          | Mietshaus in geschlossener Bebauung | Rudolf-Breitscheid-Straße 39 (Karte)                             | Bezeichnet mit 1879 | Historismusbau mit reicher Fassadengestaltung aus Putzquadern im Erdgeschoss, Fenstereinfassungen, Akanthusfries und stark hervortretendem Kranzgesims, insgesamt klare horizontale Gliederung im Sinne der Neorenaissance, baugeschichtlich und städtebaulich von Bedeutung | 09286605 |
| Weitere Bilder                          | Wohnhaus in geschlossener Bebauung | Rudolf-Breitscheid-Straße 43 (Karte)                             | Bezeichnet mit 1748 | Zweigeschossiger Bau mit hohem Satteldach, einfach profilierten Fenstergewänden und Rundbogenportal, als Teil der ursprünglichen Bebauung des Spitalviertels von baugeschichtlicher und stadtentwicklungsgeschichtlicher Bedeutung | 09286604 |
| Weitere Bilder                          | Wohnhaus in geschlossener Bebauung, mit Hintergebäude | Scheffelstraße 1 (Karte)                                         | Um 1560 | Repräsentatives Bürgerhaus mit Volutengiebel in voller Breite der sechsachsigen Fassade, profilierten Fenstergewänden, reicher Gliederung, hohem Steildach und allgemein wertvoller Bausubstanz, neben Scheffelstraße 2, Bäckerstraße 2 und Markt 4 eines der gestalterisch markantesten Torgauer Wohngebäude der Renaissance, stadt- bzw. stadtentwicklungsgeschichtlich wertvoll, baugeschichtlich und künstlerisch von singulärer Bedeutung, zudem für das Ortsbild bedeutend (Marktensemble) | 09287058 |
| Weitere Bilder                          | Wohnhaus in geschlossener Bebauung (Harnischhaus), mit Hintergebäude | Scheffelstraße 2 (Karte)                                         | Um 1560 | Repräsentatives Bürgerhaus mit Volutengiebel in voller Breite der fünfachsigen Fassade, profilierten Fenstergewänden, hohem Steildach, rückwärtigem Treppenturm aus der Entstehungszeit und allgemein wertvoller Bausubstanz, neben Scheffelstraße 1, Bäckerstraße 2 und Markt 4 eines der gestalterisch markantesten Torgauer Wohngebäude der Renaissance, stadtgeschichtlich, stadtentwicklungsgeschichtlich wertvoll, baugeschichtlich und künstlerisch von singulärer Bedeutung, zudem für das Ortsbild bedeutend (Marktensemble) | 09287059 |
| Weitere Bilder                          | Wohnhaus in geschlossener Bebauung | Scheffelstraße 3 (Karte)                                         | 1. Viertel 16. Jahrhundert | Im Charakter noch spätgotisches Gebäude mit Stabwerkprofilen und Satteldach, stadt- bzw. stadtentwicklungs- und baugeschichtlich von Bedeutung | 09287060 |
| Weitere Bilder                          | Wohnhaus in geschlossener Bebauung | Scheffelstraße 5 (Karte)                                         | Bezeichnet mit 1549 | Charakteristisches Renaissancegebäude mit profilierten Fenstergewänden, Zwerchhaus, Steildach und allgemein wertvoller Bausubstanz, stadt- bzw. stadtentwicklungs- und baugeschichtlich von Bedeutung | 09287057 |
| Weitere Bilder                          | Ehemaliges Kriegspulvermagazin (ehemalige Landes-Haupt-Festung, Hauptwerk) | Schlachthofstraße (Karte)                                        | 19. Jahrhundert | Erdwall und Tonnengewölbe, Bestandteil der Festung Torgau, gelegen stadtseitig vor der Bastion VIII, militär- und ortsgeschichtlich von Bedeutung | 09287029 |
| Weitere Bilder                          | Werkstattgebäude | Schlachthofstraße (Karte)                                        | Um 1910 | Als gestalterisch hervorgehobener Zweckbau der Frühen Sachlichkeit (vor allem mit geometrischen Jugendstilelementen) von architekturhistorischem und baukünstlerischem Wert | 09287031 |
| Weitere Bilder                          | Ehemaliger Kalkofen, heute Wohnhaus | Schlachthofstraße 1b (Karte)                                     | 18./19. Jahrhundert | Technikgeschichtlich von Bedeutung. Längsrechteckiger Fachwerkbau, auffällig das geböschte Sockelgeschoss aus Sandsteinquadern. | 09287030 |
| Weitere Bilder                          | Südabschnitt der historischen Stadtbefestigung zwischen Schloßstraße 15 und Rosengarten, ehemaliger Schloßgraben (siehe auch Stadtmauer Nordabschnitt, Elbstraße) | Schloßstraße (Karte)                                             | 18.–20. Jahrhundert | Bau-, orts- und stadtentwicklungsgeschichtlich von Bedeutung. Mittelstück hinter Schloßstraße 19 und 21 erneuert, vollständig aus Ziegelmauerwerk mit Strebepfeilern und Blendbögen, Stück hinter Schloßstraße 23 und 25 Sandsteinquader (wohl neueren Datums), Stück ab Schloßstraße 23 Sandstein, Bruchstein und Ziegel mit Stützpfeilern sowie Abschnitt nur aus Bruchstein (Art Zyklopenmauerwerk), im Abstand von etwa 6 bis 10 Meter Stützmauer aus Sandstein vorgelagert. | 09287098 |
| Weitere Bilder                          | Wohnhaus in geschlossener Bebauung, mit Hintergebäude | Schloßstraße 1 (Karte)                                           | 2. Hälfte 16. Jahrhundert | Bürgerhaus der Renaissance mit charakteristischen profilierten Fenstergewänden, im 19. Jahrhundert überformt (Erdgeschoss), stadt- bzw. stadtentwicklungs- und baugeschichtlich bedeutend | 09287097 |
| Direkt Bild zu diesem Denkmal hochladen | Mietshaus in geschlossener Bebauung | Schloßstraße 2 (Karte)                                           | Ende 19. Jahrhundert | Mit reicher Klinker-Werkstein-Architektur einer der aufwendigsten Bauten des ausgehenden 19. Jahrhunderts in Torgau, stadt- bzw. stadtentwicklungsgeschichtlich bedeutend, zudem von Bedeutung für Ortsbild. Dreigeschossiger Bau mit kräftig hervortretender historisierender Fassadengliederung und -gestaltung, Erdgeschoss mit Art Rustika, die Obergeschosse abgesetzt durch den Wechsel von gelbem Klinker und Werksteinelementen sowie durch Muscheln mit Frauenköpfen belebt. | 09287101 |
| Weitere Bilder                          | Wohnhaus in halboffener Bebauung, mit Hintergebäude | Schloßstraße 3 (Karte)                                           | 16. Jahrhundert | Bürgerhaus der Renaissance mit charakteristischen profilierten Fenstergewänden und Steildach, Hintergebäude mit Fachwerk (18. Jahrhundert), stadt- bzw. stadtentwicklungs- und baugeschichtlich bedeutend | 09287100 |
| Weitere Bilder                          | Wohnhaus in geschlossener Bebauung mit Anbau zur Nonnenstraße | Schloßstraße 4 (Karte)                                           | Ende 16. Jahrhundert | Mit Bausubstanz aus 16. Jahrhundert und bemerkenswertem Sitznischenportal, stadt- bzw. stadtentwicklungsgeschichtlich und künstlerisch bedeutend | 09287104 |
| Direkt Bild zu diesem Denkmal hochladen | Außenwände des Erdgeschosses und Keller mit Tonnengewölben des Wohnhauses | Schloßstraße 5 (Karte)                                           | 16. Jahrhundert | Stadt- bzw. stadtentwicklungsgeschichtlich bedeutend | 09287096 |
| Weitere Bilder                          | Kirche des einstigen Franziskanerklosters (Alltagskirche) | Schloßstraße 7 (Karte)                                           | Um 1500 | Dreischiffige, netzgewölbte Halle mit eingezogenem Chor, baugeschichtlich und künstlerisch bedeutender spätmittelalterlicher Kirchenbau, auch stadt- bzw. stadtentwicklungsgeschichtlich von Belang, von großer Bedeutung für Ortsbild, Ortsgeschichte und Kirchengeschichte, heute als Aula und Festsaal genutzt | 09287102 |
|                                         | Wohnhaus in geschlossener Bebauung | Schloßstraße 8 (Karte)                                           | 16./17. Jahrhundert | Baugeschichtlich und stadtentwicklungsgeschichtlich wichtiger Bau mit Altsubstanz aus dem 16. bzw. 17. Jahrhundert (Entlastungsbögen, Keller usw.), Fassade gegen 1900. Dreigeschossig, Dachaufbauten, Satteldach, Putzquader im Erdgeschoss, breites Tor, Etagengesims und Fenstereinfassungen (einfache Fassadengliederung). | 09286849 |
| Weitere Bilder                          | Lazarett (Garnisons-Hospital), heute Schule (Johann-Walter-Gymnasium) | Schloßstraße 9 (Karte)                                           | 1834–1835 | Markante, annähernd L-förmige Anlage mit kräftiger Rustizierung beider Geschosse und ausladendem Gebälk unter den flachen Satteldächern, neben Loge bemerkenswertestes spätklassizistisches Beispiel, baugeschichtlich und künstlerisch bedeutend, zudem als Zeugnis aus der preußischen Garnisonszeit militär- und ortsgeschichtlich bedeutend | 09287099 |
| Weitere Bilder                          | Wohnhaus in geschlossener Bebauung | Schloßstraße 10 (Karte)                                          | 1520/1525 | Gebäude mit charakteristischen Stabwerkgewänden im zweiten Obergeschoss und allgemein wertvoller Bausubstanz, stadt- bzw. stadtentwicklungs- und baugeschichtlich bedeutend | 09287105 |
| Weitere Bilder                          | Wohnhaus in geschlossener Bebauung, mit zwei Hintergebäuden | Schloßstraße 17 (Karte)                                          | Bezeichnet mit 1705 | Zweigeschossiges barockes Gebäude mit aufwendigem Portal, charakteristischer Schleppluke und allgemein wertvoller Bausubstanz, stadt- bzw. stadtentwicklungs- und baugeschichtlich bedeutend | 09287103 |
| Weitere Bilder                          | Wohnhaus in halboffener Bebauung in Ecklage, mit Hofgebäuden | Schloßstraße 18 (Karte)                                          | 16. Jahrhundert | Charakteristisches Gebäude, im Kern wohl noch aus dem 16. Jahrhundert, später überformt, baugeschichtlich und stadt- bzw. stadtentwicklungsgeschichtlich bedeutend, zudem mit seinem hohen, ins Straßenbild wirkenden Giebel von Bedeutung für Ortsbild und Umgebung. Zweigeschossig, Rundbogenpforte in Mauer zwischen Wohnhaus und Hofgebäude. | 09287108 |
| Weitere Bilder                          | Wohnhaus in geschlossener Bebauung | Schloßstraße 20 (Karte)                                          | Um 1600 | Bemerkenswertes Bürgerhaus der Renaissance mit Zwerchhaus, Volutengiebel, Sitznischenportal, profilierten Fenstergewänden und allgemein wertvoller Bausubstanz, stadt- bzw. stadtentwicklungsgeschichtlich bedeutend, besonderer baugeschichtlicher und künstlerischer Wert (gestalterisch unverwechselbar). Bezeichnung „AMH 1743“ nachträglich. | 09287111 |
| Weitere Bilder                          | Wohnhaus in geschlossener Bebauung | Schloßstraße 21 (Karte)                                          | Ende 16. Jahrhundert | Markanter, breitgelagerter Bau mit Steildach und stichbogigem Einfahrtsportal, zudem bemerkenswerte Fenstergewände, bau- und stadtentwicklungsgeschichtlich bedeutend. Trotz der mittlerweile erfolgten Sanierung noch beträchtliche Teile des Hauses original (Keller, aufstrebende Wände usw.) | 09287107 |
| Weitere Bilder                          | Wohnhaus in halboffener Bebauung | Schloßstraße 22 (Karte)                                          | 18. Jahrhundert | Zweigeschossig, Satteldach mit Schleppluke, stadt- bzw. stadtentwicklungsgeschichtlich bedeutend | 09287110 |
| Weitere Bilder                          | Wohnhaus in geschlossener Bebauung | Schloßstraße 23 (Karte)                                          | 16. Jahrhundert | Zweigeschossig, Steildach, im Kern wohl 16. Jahrhundert, mit aufgemalter Diamantierung (bis auf wenige Details Rekonstruktion) eines der auffälligsten Gebäude von Torgau, trotz des kleinen Befundes von singulärer baugeschichtlicher und künstlerischer Bedeutung, zudem stadt- bzw. stadtentwicklungsgeschichtlich von Bedeutung | 09287106 |
| Weitere Bilder                          | Nutzholzschuppen des Artilleriezeughauses | Schloßstraße 24 (Karte)                                          | Um 1812 | 1869 zu Dienstwohnungen umgebaut, eingeschossiges Gebäude mit Satteldach und eigenwilliger Blendbogengliederung, stadt- bzw. stadtentwicklungs- und baugeschichtlich (singuläre Fassadengestaltung) bedeutend, zudem als Zeugnis der preußischen Garnisonszeit militär- und ortsgeschichtlich von Bedeutung | 09287114 |
| Weitere Bilder                          | Wohnhaus und Hintergebäude (Bärenschenke, ehemals Restaurant Hartenfels) | Schloßstraße 25 (Karte)                                          | Um 1500 | Bürgerhaus der Renaissance, mit bemerkenswerten Details wie spätgotischem Stabwerkgewände eines Vorgängerbaus, profilierten Gewänden (wohl vom maßgebenden Umbau 1567), aufwendiger Ädikula über Portal und Betonung der Eckquaderung sowie allgemein wertvoller Bausubstanz, stadt- bzw. stadtentwicklungs- und baugeschichtlich wertvoll, künstlerisch von besonderer Bedeutung (Ausstattung), mit erhöhtem giebelständigen Gebäudeteil zudem von Bedeutung für Ortsbild und Umgebung (städtebaulich wichtiger Eckpunkt zum Schlossvorplatz) | 09287109 |
| Weitere Bilder                          | Kornhaus (Einzeldenkmal zu ID-Nr. 09306423) | Schloßstraße 26 (Karte)                                          | 1479 | Einzeldenkmal der Sachgesamtheit Schloss Hartenfels (Kurfürstliche Residenz Torgau); repräsentatives, längsrechteckiges Speichergebäude mit Satteldach und Schaugiebel zum Schloßvorplatz, als Amtskornhaus errichtet und nach verschiedenen Umbauten 1812 zum Zeughaus umfunktioniert, eingreifende Veränderungen 1877–1878, nach 1918 städtisch, stadt- bzw. stadtentwicklungs- und baugeschichtlich bedeutend, zudem als Zeugnis der preußischen Garnisonszeit militär- und ortsgeschichtlich von Bedeutung | 09287113 |
| Weitere Bilder                          | Kurfürstliche Residenz Torgau (Sachgesamtheit) | Schloßstraße 27 (Schloßstraße 26, 28, 29; Wintergrüne 5) (Karte) | Um 1470 | Sachgesamtheit Kurfürstliche Residenz Torgau mit folgenden Einzeldenkmalen: Schloss Hartenfels (siehe 09287112, Schloßstraße 27), Kornhaus (siehe 09287113, Schloßstraße 26), Amtshaus (siehe 09287095, Schloßstraße 28/29) und Kanzleihaus (siehe 09287092, Wintergrüne 5), dem Rosengarten/Terrassengarten und dem Schlossgarten (als Gartendenkmalen) und den restlichen Flächen (als Sachgesamtheitsteilen); eine der wichtigsten Residenzen der sächsischen Kurfürsten, eine der größten und bedeutendsten Schlossanlagen der Frührenaissance in Mitteleuropa, mit dem großen Wendelstein zählt es zu den hervorragenden Leistungen der Architektur der deutschen Frührenaissance, von einzigartiger geschichtlicher, künstlerischer, wissenschaftlicher, städtebaulicher und landschaftsgestaltender Bedeutung. (Singularität, wissenschaftlich-dokumentarischer Wert, Vorbildhaftigkeit für eine Tradition, Bedeutung für Umgebung, für Deutung einer Epoche oder eines Ereignisses der Geschichte, bedeutend für Kulturlandschaft, Ortsbild und Ortsgeschichte und von künstlerischem Rang) | 09306423 |
| Weitere Bilder                          | Schloss Hartenfels mit Kapelle, Zufahrtsbrücke, Einfriedungen und Stützmauern (Einzeldenkmale zu ID-Nr. 09306423) | Schloßstraße 27 (Karte)                                          | Um 1470 (Schloss); 1543-1544 (Schlosskapelle)                                                                                   | Einzeldenkmal der Sachgesamtheit Schloss Hartenfels (Kurfürstliche Residenz Torgau); aus vier unregelmäßig um einen Hof angelegten Gebäudeflügeln (A-D), im Flügel B Schlosskapelle, Bärengraben oder- zwinger (Schlossgraben), wehrhafte Ostseite auf Flussübergang gerichtet, gegenüberliegende Front durch Bärengraben von der Stadt getrennt, Hauptzugang über Brücke durch Westflügel (A), 1616-1623 mit Volutengiebeln und Spätrenaissanceportal (1620, H. Steger), barocker Flügel (E) 1791, Johann-Friedrich-Bau (C), 1533-1536 nach Plänen von Konrad Krebs, einzigartiges Werk der Frührenaissance (viertes Geschoss um 1800), Vorhangbogenfenster, horizontale Betonung durch Laufgang im zweiten Geschoss, als Vertikalkontrast Großer Wendelstein mit Altan, doppelter Freitreppe und Portal zum ehemaligen Festsaal im Mittelgeschoss, Albrechtsbau (D), als Palas um 1470 (vermutlich Beteiligung Arnold von Westfalen) zwischen Wächterturm und kleinem Wendelstein, Erweiterung 1482–1485 (C. Pflüger), im Flügel B Schlosskapelle, 1543–1544 nach Plänen von Nikolaus Gromann als erster Prototyp protestantischen Kapellenbaus, von Martin Luther eingeweiht, dreigeschossiger Saal, umlaufende Emporen, Kanzel von Simon Schröter d. Ä., außen schöner Erker (1544 vermutlich Stephan Hermsdorf), gotische Martinskapelle, jetzt Museum und an der Elbseite Hasen- und Flaschenturm, Elbtor, Renaissanceportal (Kopie) - eine der wichtigsten Residenzen der sächsischen Kurfürsten, eine der größten und bedeutendsten Schlossanlagen der Frührenaissance in Mitteleuropa, mit dem großen Wendelstein zählt es zu den hervorragenden Leistungen der Architektur der deutschen Frührenaissance, von einzigartiger geschichtlicher, künstlerischer, wissenschaftlicher, städtebaulicher und landschaftsgestaltender Bedeutung (Singularität, wissenschaftlich-dokumentarischer Wert, Vorbildhaftigkeit für eine Tradition, Bedeutung für Umgebung, für Deutung einer Epoche oder eines Ereignisses der Geschichte, bedeutend für Kulturlandschaft, Ortsbild und Ortsgeschichte und von künstlerischem Rang) | 09287112 |
| Weitere Bilder                          | Amtshaus, Amtsverwaltung und Amtsfronveste (Einzeldenkmale zu ID-Nr. 09306423) | Schloßstraße 28, 29 (Karte)                                      | 18. Jahrhundert | Einzeldenkmale der Sachgesamtheit Schloss Hartenfels (Kurfürstliche Residenz Torgau); Amtshaus als U-förmige Anlage mit zwei quer zur Straße liegenden, parallelen Häusern (ehemals Amtshaus und Amtsfronveste) und zwei traufseitigen Gebäuden (ehemals Amtsverwaltung und Torhaus), gruppieren sich um einen Hof, das östlich gelegene ehemalige Amtshaus mit schlichter, aber nobler klassizistischer Fassade (Putzquaderung und Kniestock), stadt- bzw. stadtentwicklungs- und baugeschichtlich von Bedeutung | 09287095 |
| Weitere Bilder                          | Wohnhaus in geschlossener Bebauung | Spitalstraße 1 (Karte)                                           | Um 1800 | Städtebaulich besonders wichtiger Eckbau, zudem sehr markant mit seinem um 1800 ausgeformten Erscheinungsbild, baugeschichtlich und stadtentwicklungsgeschichtlich von Bedeutung. Zweigeschossig mit Krüppelwalm, Fenstergewänden (wohl aufgeputzt) und Fachwerkgaupe, Jugendstiltür ebenfalls erhaltenswert. | 09287146 |
| Weitere Bilder                          | Wohnhaus in geschlossener Bebauung | Spitalstraße 2 (Karte)                                           | 2. Viertel 19. Jahrhundert | Repräsentativer Bau mit großzügiger spätklassizistischer Fassade, bemerkenswert die im Hof angebrachten Sandsteinplatten aus dem späten 16. und frühen 17. Jahrhundert (wohl Probearbeiten einer Bildhauerwerkstatt), baugeschichtlich von Bedeutung | 09287195 |
| Weitere Bilder                          | Wohnhaus in geschlossener Bebauung | Spitalstraße 3 (Karte)                                           | Um 1800 | Im Kern barock, schlichte historisierende Fassade, geohrtes Segmentbogenportal, stadt- bzw. stadtentwicklungsgeschichtlich bedeutend | 09287147 |
| Weitere Bilder                          | Wohnhaus in geschlossener Bebauung | Spitalstraße 4 (Karte)                                           | 16.–17. Jahrhundert | Baukörper des 16.–17. Jahrhunderts (Steildach), nach 1850 überformt (Fassade), stadt- bzw. stadtentwicklungsgeschichtlich von Bedeutung, Architekturgliederung im Erdgeschoss | 09287163 |
| Weitere Bilder                          | Wohn- und Geschäftshaus mit Ausstattung | Spitalstraße 5 (Karte)                                           | 1882 | Repräsentativ, in den Formen der Neorenaissance errichtet, Fassade nach dem Vorbild des von Semper erbauten Palais Oppenheim in Dresden, im Innern aufwendige Ausstattung aus der Entstehungszeit, neben Rudolf-Breitscheid-Straße 1 gestalterisch aufwendigstes sowie qualitätvollstes und charakteristischstes Historismusgebäude der Stadt Torgau, wegen des weitestgehend original erhaltenen Interieurs auch von überregionaler Bedeutung, stadtentwicklungsgeschichtlich, baugeschichtlich und künstlerisch von besonderer Bedeutung | 09287148 |
| Weitere Bilder                          | Wohnhaus in geschlossener Bebauung, mit Hintergebäude | Spitalstraße 6 (Karte)                                           | 1703 | Barockes Kleinbürgerhaus mit Mansarddach, innen schlichte Decken mit Voute, wohl aus der Entstehungszeit, bau- und stadtentwicklungsgeschichtlich von Bedeutung | 09287196 |
| Weitere Bilder                          | Wohnhaus in geschlossener Bebauung | Spitalstraße 7 (Karte)                                           | 16./17. Jahrhundert | Im Kern Bau des 16./17. Jahrhunderts mit Entlastungsbögen und wertvoller Treppe, bau- und stadtentwicklungsgeschichtlich bedeutsam | 09287197 |
| Weitere Bilder                          | Wohnhaus in geschlossener Bebauung | Spitalstraße 9 (Karte)                                           | 1510/1520 | Charakteristisches Bürgerhaus des frühen 16. Jahrhunderts mit spätgotischen Elementen (Stabwerkgewände und Wandbögen auf rippenähnlich gebildeten Konsolen), später nur leicht überformt, stadt- bzw. stadtentwicklungs- und baugeschichtlich von besonderer Bedeutung (wohl eines der ältesten Wohngebäude von Torgau) | 09287161 |
| Weitere Bilder                          | Wohnhaus in geschlossener Bebauung | Spitalstraße 10 (Karte)                                          | 18. Jahrhundert | Charakteristisches barockes Wohnhaus mit Mansarddach, stadt- bzw. stadtentwicklungsgeschichtlich von Bedeutung | 09287149 |
| Weitere Bilder                          | Wohnhaus in Ecklage und geschlossener Bebauung, mit Hintergebäuden | Spitalstraße 12 (Karte)                                          | Um 1500 und 16. Jahrhundert | Charakteristisches Bürgerhaus des 16. Jahrhunderts (dabei deuten die steilen spätgotischen Proportionen auf eine Entstehungszeit um 1500), besondere städtebauliche Situation mit um Zwerchhaus erhöhter Ecke der gegenüberliegenden Nummer 14, stadtentwicklungsgeschichtlich und baugeschichtlich von Bedeutung | 09287152 |
| Weitere Bilder                          | Wohnhaus in Ecklage und geschlossener Bebauung | Spitalstraße 14 (Karte)                                          | Bezeichnet mit 1616 | Charakteristisches Bürgerhaus der Renaissance mit Steildach und Sitznischenportal, um Zwerchhaus erhöhte Ecke zur Kreuzgasse bildet mit gegenüberliegendem Gebäude (Nummer 12) markante städtebauliche Situation, stadtentwicklungsgeschichtlich und baugeschichtlich von Bedeutung, zudem wichtig für Ortsbild und Umgebung | 09287151 |
| Weitere Bilder                          | Wohn- und Geschäftshaus in geschlossener Bebauung | Spitalstraße 15 (Karte)                                          | Bezeichnet mit 1902 | Einer der wenigen Torgauer Bauten mit floralen Jugendstilmotiven, mit seiner aufwendigen Fassade zudem eines der charakteristischsten Gebäude nach 1900, stadt- bzw. stadtentwicklungs- und baugeschichtlich von Bedeutung | 09287166 |
| Weitere Bilder                          | Wohnhaus in geschlossener Bebauung | Spitalstraße 16 (Karte)                                          | Ende 16. Jahrhundert | Charakteristisches Bürgerhaus der Renaissance mit Steildach und profilierten Fenstergewänden, Fassade um 1910, baugeschichtlich, stadt- bzw. stadtentwicklungsgeschichtlich bedeutend | 09287150 |
| Weitere Bilder                          | Wohnhaus in geschlossener Bebauung | Spitalstraße 17 (Karte)                                          | 18. Jahrhundert | Baukörper aus dem 18. Jahrhundert (Mansarddach), nach 1850 stark, aber gestalterisch gut überformt (Fassade), stadt- bzw. stadtentwicklungsgeschichtlich von Bedeutung | 09287165 |
| Weitere Bilder                          | Wohnhaus in geschlossener Bebauung | Spitalstraße 19 (Karte)                                          | 18. Jahrhundert | Charakteristisches Gebäude des 18. Jahrhunderts, Schleppluke möglicherweise erst nach 1800, stadt- bzw. stadtentwicklungsgeschichtlich von Bedeutung | 09287164 |
| Weitere Bilder                          | Mietshaus in geschlossener Bebauung | Spitalstraße 20 (Karte)                                          | Ende 19. Jahrhundert und 1895                                                                                                   | Einst Vorderwohnhaus des Kaufmanns Gustav Jacobitz, auffälliger und architektonisch markanter Gründerzeitbau mit schwerer barockisierender Fassadengestaltung, stadt- bzw. stadtentwicklungs- und baugeschichtlich von Bedeutung, zudem wichtig für Ortsbild und Umgebung. 1895 wurde offenbar nur ein Stockwerk aufgesetzt. | 09287159 |
| Weitere Bilder                          | Wohn- und Geschäftshaus in geschlossener Bebauung | Spitalstraße 21 (Karte)                                          | Um 1900 | Neben Spitalstraße 5 und 20 der repräsentativste Gründerzeitbau im Altstadtbereich, stadt- bzw. stadtentwicklungs-, baugeschichtlich und künstlerisch von Bedeutung, in neobarocken Formen errichtet | 09287168 |
| Weitere Bilder                          | Wohnhaus in geschlossener Bebauung | Spitalstraße 22 (Karte)                                          | 16.–17. Jahrhundert | Charakteristisches kleinbürgerliches Wohnhaus mit Baukörper des 16.–17. Jahrhunderts (hohes Steildach) und spätklassizistischer Fassadengestaltung (nach 1850), stadt- bzw. stadtentwicklungsgeschichtlich von Bedeutung | 09287155 |
| Weitere Bilder                          | Wohnhaus in Ecklage und geschlossener Bebauung | Spitalstraße 23 (Karte)                                          | 18. Jahrhundert | Markanter dreigeschossiger, axial gegliederter Bau mit Steildach, Baukörper wohl barock, stadt- bzw. stadtentwicklungsgeschichtlich von Bedeutung | 09287167 |
| Weitere Bilder                          | Wohnhaus in geschlossener Bebauung | Spitalstraße 24 (Karte)                                          | 16. oder 17. Jahrhundert | Charakteristisches kleinbürgerliches Wohnhaus des 16. oder 17. Jahrhunderts mit hohem Steildach, im 19. Jahrhundert leicht überformt (Putznutung und Tür), stadt- bzw. stadtentwicklungsgeschichtlich bedeutend. Im Kern möglicherweise Renaissancehaus, im 19. Jahrhundert überformt, schlichte, aber baukünstlerisch qualitätvolle Fassade mit Putzquaderung (in dieser Form um die Mitte des 19. Jahrhunderts üblich), Tür wohl um 1850. | 09287154 |
| Weitere Bilder                          | Wohnhaus in geschlossener Bebauung | Spitalstraße 26 (Karte)                                          | 17. Jahrhundert | Markantes Gebäude mit Steildach und Bausubstanz aus dem 17. Jahrhundert, stadt- bzw. stadtentwicklungsgeschichtlich von Bedeutung | 09287153 |
| Weitere Bilder                          | Mietshaus in geschlossener Bebauung | Spitalstraße 27 (Karte)                                          | Vor 1900 | Markantes Historismusgebäude in den Formen der Neorenaissance (Rustika im Erdgeschoss, ädikulaartige Gestaltung der Fenster im ersten Stock usw.), stadt- bzw. stadtentwicklungs- und baugeschichtlich von Bedeutung | 09287171 |
| Weitere Bilder                          | Mietshaus in geschlossener Bebauung | Spitalstraße 29 (Karte)                                          | Vor 1900 | Gestalterisch hervorgehobener Historismusbau mit Schweifgiebel, stadt- bzw. stadtentwicklungs- und baugeschichtlich von Bedeutung | 09287170 |
| Weitere Bilder                          | Wohnhaus in geschlossener Bebauung | Spitalstraße 30 (Karte)                                          | 16./17. Jahrhundert | Im Kern zweigeschossiger Renaissancebau, später aufgestockt, bau- und stadtentwicklungsgeschichtlich bedeutend, schlichte Putzfassade | 09287198 |
| Weitere Bilder                          | Mietshaus in geschlossener Bebauung | Spitalstraße 31 (Karte)                                          | Um 1900 | Malerischstes historisierendes Klinkergebäude der Stadt, stadt- bzw. stadtentwicklungs- und baugeschichtlich von Bedeutung. Über dem zweiten Obergeschoss Kniestock, zwei Ladeneinbauten in dem Historismus nachempfundenen Formen. | 09287169 |
| Weitere Bilder                          | Wohnhaus in geschlossener Bebauung | Spitalstraße 32 (Karte)                                          | Bezeichnet mit 1771 | Charakteristisches barockes Gebäude mit Mansarddach und bemerkenswertem Portal, stadt- bzw. stadtentwicklungs- und baugeschichtlich von Bedeutung | 09287158 |
| Weitere Bilder                          | Wohnhaus in geschlossener Bebauung | Spitalstraße 36 (Karte)                                          | 18. Jahrhundert | Städtebaulich markantes Eckgebäude aus dem 18. Jahrhundert, stadtentwicklungsgeschichtlich und baugeschichtlich von Bedeutung | 09287156 |
| Weitere Bilder                          | Wohnhaus in geschlossener Bebauung | Spitalstraße 37 (Karte)                                          | 16./17. Jahrhundert | Charakteristisches kleinbürgerliches Wohnhaus, möglicherweise mit Baukörper aus dem 16. bis 17. Jahrhundert, stadt- bzw. stadtentwicklungsgeschichtlich bedeutend | 09287157 |
| Weitere Bilder                          | Wohnhaus in Ecklage und geschlossener Bebauung | Spitalstraße 38 (Karte)                                          | Anfang 17. Jahrhundert | Charakteristisches Bürgerhaus des 16. Jahrhunderts mit Steildächern und profilierten Fenstern, quer gestellte Hälfte an der Rudolf-Breitscheid-Straße um ein Geschoss erhöht, unterstreicht exponierte Ecksituation, stadt- bzw. stadtentwicklungsgeschichtlich von Bedeutung, zudem wichtig für Ortsbild und Umgebung | 09287160 |
| Weitere Bilder                          | Wohnhaus in Kopflage und geschlossener Bebauung | Spitalstraße 39 (Karte)                                          | 19. Jahrhundert | Als Abschluss der Spitalstraße von besonderer städtebaulicher Bedeutung. Zweigeschossiger Bau mit hohem Steildach und rückwärtigen Anbauten. | 09287199 |
| Weitere Bilder                          | Doppelmietshaus in offener Bebauung | Spitalstraße 43, 45 (Karte)                                      | Um 1911 | Markanter Putzbau mit Fassade im Reformstil, baugeschichtlich und ortsentwicklungsgeschichtlich von Bedeutung | 09286463 |
| Weitere Bilder                          | Kurtine (geradliniger Abschnitt des Festungswerkes) zwischen den Bastionen II und III mit Poterne (befestigter Durchgang durch den Wall), ehemalige Landes-Haupt-Festung, Hauptwerk | Straße der Jugend (Karte)                                        | Bezeichnet mit 1811 | Erhaltener Abschnitt der historischen Befestigung aus der Zeit der Napoleonischen Kriege (südöstlich der Gebäude Straße der Jugend 13, auf südlicher Grundstücksgrenze), militär- und stadtgeschichtlich von Bedeutung | 09286523 |
| Weitere Bilder                          | Teil der Bastion II, östliche und westliche Flankenkasematte („Kulturbastion“), ehemalige Landes-Haupt-Festung, Hauptwerk | Straße der Jugend (Karte)                                        | 1811–1813 | jeweils aus Erdwall, Sandsteinverkleidung und drei bzw. vier Tonnengewölben, Sandsteinwände mit abschließendem Zahnschnittfries und kräftigem Gesims, noch erhaltener Abschnitt der historischen Befestigung Torgaus aus der Zeit der Napoleonischen Kriege, militärhistorisch und ortsgeschichtlich bedeutend, zudem wissenschaftlich von Belang, da Gegenstand einer Fachpublikation | 09287028 |
| Weitere Bilder                          | 18. Jahrhundert (Ansicht Straße der Jugend); um 1875 (Ansicht zur Promenade) | Straße der Jugend 1 (Promenade 1) (Karte)                        | 18. Jahrhundert (Ansicht Straße der Jugend); um 1875 (Ansicht zur Promenade)                                                    | Zweigeschossiges schlichtes Haus in geschlossener Bebauung mit Fachwerk im Obergeschoss und einfach profilierten Sandsteingewänden und im hinteren Grundstücksteil Hinterhaus als Mietshaus in geschlossener Bebauung (als Hintergebäude zur Promenade hin). - Vorderhaus: Teil der ursprünglichen vorstädtischen Bebauung, bemerkenswerte Details die hölzernen Fenstergewände im Obergeschoss und das profilierte Traufgesims, ebenfalls aus Holz, schmales Gebäude mit etwa drei Achsen - Hinterhaus: qualitätvoller spätklassizistischer Bau von architekturhistorischem Wert (anschauliches bauliches Zeugnis der Architektur der 2. Hälfte des 19. Jahrhunderts), ursprünglich erhalten und bedeutend für das Ortsbild (Ansicht der Promenade) | 09287021 |
| Weitere Bilder                          | Wohnhaus | Straße der Jugend 2 (Karte)                                      | 18. Jahrhundert | Zweigeschossiges schlichtes Haus in geschlossener Bebauung mit Fachwerk im Obergeschoss und einfach profilierten Sandsteingewänden, Teil der ursprünglichen vorstädtischen Bebauung, bemerkenswerte Details die hölzernen Fenstergewände im Obergeschoss und das profilierte Traufgesims, ebenfalls aus Holz. Breitgelagerter, neunachsiger Bau. | 09287200 |
| Weitere Bilder                          | Wohnhaus in halboffener Bebauung | Straße der Jugend 5 (Karte)                                      | 1. Hälfte 19. Jahrhundert | Schlichtes zweigeschossiges Vorstadthaus mit Klappläden und verzierter Tür, ursprünglich erhalten | 09286602 |
| Weitere Bilder                          | Mietshaus in geschlossener Bebauung | Straße der Jugend 8 (Karte)                                      | Ende 19. Jahrhundert | Gebäude mit ursprünglicher Fassadengliederung, kassettierter Tür und Innenausstattung (Geländer und Malerei), baugeschichtlich und ortsentwicklungsgeschichtlich von Bedeutung | 09286603 |
| Weitere Bilder                          | Militärgebäude (ehemaliges Fortifikations-Dienstwohngebäude) | Straße der Jugend 12 (Karte)                                     | 1881 | Zweigeschossiges ehemaliges Dienstwohngebäude mit Satteldach, als Repräsentationsbau aufwendig gestaltetes preußisches Militärgebäude der Gründerzeit mit Einfriedung und reicher Klinkerfassade (farbige Ziegel, Gesimse, Fenstereinfassungen usw.), bauliches Zeugnis aus der Garnisonszeit Torgaus | 09286500 |
| Direkt Bild zu diesem Denkmal hochladen | Mietvilla mit Einfriedung | Torgau, Straße der Jugend 12a (Karte)                            | 1910–1911 | Gediegener historistischer Wohnbau nach 1900, versachlicht, mit Jugendstilelementen (im Inneren), Hervorhebung durch übergiebelten Mittelrisalit und seitlichen Turmanbau, bemerkenswert der gepflasterter Zugang, baugeschichtlich bedeutend | 09306917 |
| Weitere Bilder                          | Villa mit Einfriedung | Straße der Jugend 12b (Karte)                                    | Um 1890 | Gründerzeitvilla mit markanter Klinker-Putz-Architektur, baugeschichtlich und städtebaulich von Bedeutung | 09286502 |
| Weitere Bilder                          | Villa mit Einfriedung und mit sogenanntem Aquädukttor an der Rückseite (ehemalige Landes-Haupt-Festung, Hauptwerk) | Straße der Jugend 12c (Karte)                                    | 1811–1813 (Festungswerk); 2. Hälfte 19. Jahrhundert (Villa)                                                                     | Gewölbe im Souterrain Teil der Bastion III bzw. der Kurtine zwischen Bastion III und IV, noch erhaltener Abschnitt der historischen Befestigung aus der Zeit der Napoleonischen Kriege, städtebaulich und militärgeschichtlich von Bedeutung | 09287201 |
| Weitere Bilder                          | Zwei Militärbauten (ehemaliges Laboratorium) | Straße der Jugend 13 (Karte)                                     | Um 1850 | Markante eingeschossige Fachwerkbauten mit Ziegelausfachung und Krüppelwalm- sowie Satteldach, bauliche Zeugnisse aus der preußischen Garnisonszeit, Denkmale der Militärgeschichte, zudem bedeutend für Ortsgeschichte | 09287023 |
| Weitere Bilder                          | Teil der Bastion III, Flankenkasematte aus Erdwall, Sandsteinverkleidung und drei bzw. vier Tonnengewölben (Kasematten), ehemalige Landes-Haupt-Festung, Hauptwerk | Straße der Jugend 13 (südlich) (Karte)                           | Um 1811 | Noch erhaltener Abschnitt der historischen Befestigung Torgaus aus der Zeit der Napoleonischen Kriege, militär- und stadtgeschichtlich von Bedeutung | 09286601 |
| Weitere Bilder                          | Ehemalige Kasernenanlage des Infanterie-Regiments Nr. 72 (heute zum Teil Katharina-von-Bora-Schule) | Straße der Jugend 14 (Karte)                                     | 1910–1912 | Bestehend aus langgestrecktem Mannschaftshaus mit seitlichen Flügelanbauten und straßenseitigem Mittelrisalit, linkerhand gelegenem kleinen Familienhaus, rückwärtiger Latrine und Einfriedung; die Bauten mit repräsentativer Klinker-Putz-Architektur, bereichert durch stilisierte gotische Motive wie Maßwerk, Spitzbogenöffnungen, Blendbögen gleicher Form, Stufengiebel (beim Mannschaftshaus größtenteils begradigt), Zickzackfriese usw., ungewöhnlich später Historismusbau (in dieser Zeit hatten sich der Jugendstil und versachlichte Formen allgemein durchgesetzt), mit dem Gebäude Puschkinstraße 5a–c die monumentalsten Militärbauten aus der preußischen Garnisonszeit Torgaus, Zeugnisse der Architektur- und Militärgeschichte | 09286608 |
| Weitere Bilder                          | Bastion II, bombensicheres Körner- und Mehlmagazin (auch nur Körnermagazin), flacher eingeschossiger Klinkerbau über flachwinkligem Grundriss (ehemalige Landes-Haupt-Festung, Hauptwerk) | Straße der Jugend 14b (Karte)                                    | 1877 (Festungswerk); 1910–1912 (Ausbau)                                                                                         | In seiner gedrungenen, wuchtigen Form deutlich für den obigen Zweck bestimmter, bemerkenswerter Militärbau des ausgehenden 19. Jahrhunderts und gebautes Zeugnis der preußischen Garnisonszeit Torgaus, militär- und stadtgeschichtlich von Bedeutung, Klinkerbau | 09286609 |
| Weitere Bilder                          | Mietshaus in halboffener Bebauung und Scheune im Hof, dazu Einfriedung aus schmiedeeisernem Gitter und Toranlage | Straße der Jugend 15 (Karte)                                     | Um 1905 | Lokales baukünstlerisches Zeugnis des Stilpluralismus (zwischen Historismus und Jugendstil) nach der Jahrhundertwende, baugeschichtlich und städtebaulich von Bedeutung. Mietshaus mit Anbau über trapezförmigem Grundriss, aufwendigem Schweifgiebel, Zierfachwerk und Jugendstildekoration, im Hof alte Scheune mit Satteldach aus Handstrichziegeln, Mauer aus Bruchstein, erinnert an den vorstädtischen Charakter des Fischerdörfchens. | 09286599 |
| Weitere Bilder                          | Mietshaus mit Einfriedung, in geschlossener Bebauung | Straße der Jugend 16 (Karte)                                     | Um 1912 | Lehnt sich mit seiner klar gegliederten Fassade an das Haus Fischerdörfchen 1 an, gemeinsam mit diesem von architekturhistorischer und städtebaulicher Bedeutung | 09286598 |
| Weitere Bilder                          | Ein Schlussstein und ein Aufsatz oder ähnliches im Glacis (ehemalige Landes-Haupt-Festung, Hauptwerk) | Südring 5 (hinter) (Karte)                                       | Bezeichnet mit 1819 | Teile der historischen Befestigung aus der Zeit der Napoleonischen Kriege, militärhistorisch von Bedeutung. Der Stein ist mit „FWR III 1819“ (Friedrich Wilhelm Rex III 1819) bezeichnet, Schlussstein wurde saniert und zur Landesgartenschau 2022 am neuen Ort aufgestellt. | 09287214 |
|                                         | Mietvilla mit Einfriedung | Südring 9 (Karte)                                                | Nach 1900 | Repräsentativer Villenbau des beginnenden 20. Jahrhunderts, Teil der städtebaulich qualitätvollen Glacis-Überbauung, baugeschichtlich von Bedeutung | 09286492 |
| Weitere Bilder                          | Villa mit Einfriedung | Südring 10 (Karte)                                               | Um 1925 | Sehr qualitätvoller Bau aus den 1920er-Jahren mit expressionistischen Motiven in den Rundbögen über den Erdgeschossfenstern und an der Eingangstür, bemerkenswert auch das hohe Mansarddach mit straßenseitiger übergiebelter Dachgaupe, baugeschichtlich und städtebaulich von Bedeutung | 09286496 |
|                                         | Mietvilla | Südring 11 (Karte)                                               | Nach 1900 | Repräsentativer Villenbau des beginnenden 20. Jahrhunderts mit markanten Jugendstilelementen (rundbogiges Fenster im Erdgeschoss), Teil der städtebaulich qualitätvollen Glacisüberbauung, baugeschichtlich und städtebaulich von Bedeutung | 09286493 |
| Weitere Bilder                          | Mietvilla in Ecklage, mit Garage bzw. Remisengebäude und Einfriedung | Südring 13 (Karte)                                               | Nach 1900 | Repräsentative, aufgrund ihrer besonderen Lage mit Turmanbau versehene Villa des beginnenden 20. Jahrhunderts, bemerkenswert die ursprünglich erhaltene Jugendstilgliederung der Fassade und die schmiedeeisernen Einfriedungsgitter, zudem Teil der städtebaulich qualitätvollen Glacis-Überbauung, ortsentwicklungsgeschichtlich und baugeschichtlich von Bedeutung | 09286494 |
| Weitere Bilder                          | Wohnhaus in offener Bebauung | Südring 15 (Karte)                                               | Um 1935 | Typischer, ausgesprochen traditionalistisch gestalteter Bau der 1930er Jahre mit rechteckigem Baukörper, hohem Walmdach, Stichbogenöffnungen, Klappläden und sorgfältig gearbeiteten Sprossenfenstern (für die traditionalistische Stilrichtung der 1920er/1930er Jahre galt die deutsche Architektur nach 1800 als vorbildlich – insbesondere Goethes Gartenhaus in Weimar, ein rechteckiger Bau mit hohem Walmdach, kleinen stehenden Fenstern und Weinspalier), baugeschichtlich von Bedeutung | 09286495 |
| Weitere Bilder                          | Turnhalle | Südring 17a (Karte)                                              | 1908 | Malerischer Jugendstilbau mit geschweiften Giebeln, Turmanbau, Zierfachwerk, bossiertem Sandsteinsockel, Dreipassformen (Fenster und Blindfenster an der nördlichen Längsseite usw.), baugeschichtlich und sozialgeschichtlich von Bedeutung. Zwischen Nummer 15 und 17, die 1908 erbaute Turnhalle bildete den ersten Bauabschnitt eines großzügig geplanten neuen Gymnasiums, dessen weitere Realisierung durch den Ersten Weltkrieg verhindert wurde. | 09286497 |
| Weitere Bilder                          | Mietshaus in offener Bebauung | Süptitzer Weg 5 (Karte)                                          | Bezeichnet mit 1903 | Als markanter historisierender Bau von architekturhistorischem Wert (Zeugniswert für Architektur um 1900), die original erhaltene Reklame an der Giebelwand kulturgeschichtlich bedeutend (Dokument Alltagsgeschichte, zudem mit dekorativer Wirkung für Umgebung) | 09287040 |
| Weitere Bilder                          | Sandsteinbrücke (Angerflutwehr) | Turnierplatzweg (Karte)                                          | 1676 | Zweibogig, Rest des Angerflutwehrs, eingelassenes Sandsteinwappen war ursprünglich mit Datierung 1676 versehen, baugeschichtlich und technikgeschichtlich von Bedeutung. Befindet sich am südlichen Ende des Turnierplatzweges, ursprüngliche Datierung verwittert, Wappen aber noch erkennbar. | 09286702 |
| Weitere Bilder                          | Mietshaus mit Einfriedung in halboffener Bebauung (siehe auch Friedrichplatz 4) | Unruhstraße 1 (Karte)                                            | Um 1905 | Weitgehend ursprünglich erhaltener Bau der Architektur nach 1900, baugeschichtlich und städtebaulich von Bedeutung (anschauliches bauliches Zeugnis der Architektur nach 1900) | 09287025 |
| Weitere Bilder                          | Wohnhauszeile in offener Bebauung | Unruhstraße 3, 5, 7 (Karte)                                      | Um 1905 | Langgestreckter Baukörper mit niedrigeren Seitenteilen, Giebelfeldern, einschließlich Zierfachwerk, Rauputzfeldern, Klinkerzonen, symmetrisch angeordneten Erkern, Schleppgaupen und mittigem Eingang, architekturhistorisch und baukünstlerisch bedeutend | 09287026 |
| Weitere Bilder                          | Mietshaus in halboffener Bebauung | Unruhstraße 6 (Karte)                                            | Um 1905 | Ursprünglich erhaltenes Beispiel der Architektur nach 1900 mit bemerkenswerten gestalterischen Details (Fassadenelemente und Fenster), von architekturhistorischem Wert und baukünstlerischer Qualität | 09287024 |
| Weitere Bilder                          | Nordabschnitt der historischen Stadtbefestigung zwischen Schloss, Elbstraße, Gartenstraße, Unter den Linden und Rückseite Rosa-Luxemburg-Platz 17, bestehend aus Mauerung, Stadtgraben und Bogenbrücke, gekennzeichnet durch zwei Rondelle und partiellen Brustwehrkranz (siehe auch Stadtmauer Südabschnitt, Schloßstraße) | Unter den Linden (Karte)                                         | 16.–18. Jahrhundert | Baugeschichtlich, ortsgeschichtlich und stadtentwicklungsgeschichtlich von Bedeutung | 09286684 |
| Weitere Bilder                          | Lokschuppen mit Drehscheibe | Warschauer Straße (Karte)                                        | 1910 | Original erhaltener Klinkerbau über viertelkreisförmigem Grundriss mit markanter Esse und niedrigerem Anbau, zusammen mit der Drehscheibe, verkehrsgeschichtlich von Bedeutung | 09286525 |
| Weitere Bilder                          | Ehemaliger Apothekergarten der Mohren-Apotheke, mit Gartenhaus und Einfriedung | Wintergrüne (Karte)                                              | Um 1640 (Arzneigarten); 18. Jahrhundert (Gartenhaus)                                                                            | Nach dem Dreißigjährigen Kriege angelegter, vollständig ummauerter Garten, auf der Nordseite im Kern barockes Gartenhaus, errichtet auf einem Rondell der Stadtmauer, Bepflanzung entsprechend historischer Kenntnisse neu angelegt, gartengeschichtlich, baugeschichtlich und ortsgeschichtlich von Bedeutung. - Der ehemalige Apothekergarten der Torgauer Mohren-Apotheke ist ein bedeutendes Zeugnis für die Geschichte der speziellen Gattung der Arznei- und Apothekergärten, die in der Entwicklung der Gartenkunst eine überaus wichtige Rolle spielten, aber nur selten erhalten sind. Er verweist auch auf die Tradition Torgaus als namhaftes Zentrum des pharmazeutischen und botanischen Wissens der frühen Neuzeit. Unter diesen Gesichtspunkten erlangt er garten- und ortsgeschichtliche Aussagekraft. Das Gartenhaus vertritt als zeit- und arttypisches Beispiel von gartenbezogener Kleinarchitektur zudem einen baugeschichtlichen Aussagewert. - Gartenhaus als polygonaler Baukörper aufgesetzt auf halbrundes Stadtmauerrondell mit klassizistischer Fassade und Dreiecksgiebelüberdachung, denkmalgerecht saniert. | 09301816 |
| Weitere Bilder                          | Marienkirche mit Ausstattung | Wintergrüne (Karte)                                              | Um 1200 (Kirche); ab 1390 (Chor); 1. Hälfte 15. Jahrhundert (Langhaus); um 1510 (Sakristei); um 1750 (Südturm)                  | Spätgotische dreischiffige Hallenkirche mit romanischem Westbau (Südturm um 1750), Langhaus (bis 1450), Chor (ab 1390), Sakristei (um 1510) und späterem südlichen Gruftanbau (1725), singulärer, sowie baugeschichtlich und künstlerisch besonders bedeutsamer spätmittelalterlicher Kirchenbau, auch stadtentwicklungsgeschichtlich von Belang, von großer Bedeutung für Ortsbild (Kirche prägt Silhouette der Stadt entscheidend mit) und Orts- sowie Kirchengeschichte, mit Grabstein der Katharina Luther auch personengeschichtlich relevant bzw. mit Erinnerungswert | 09287089 |
| Weitere Bilder                          | Superintendentur | Wintergrüne 2 (Karte)                                            | 2. Viertel 16. Jahrhundert | Markantes Renaissancegebäude, wohl aus zwei älteren Vorgängerbauten hervorgegangen, mit Seitenflügel an der Pfarrstraße (nach 1875), bemerkenswerte Details wie profilierte Fenstergewände mit Eierstab, aufwendiges Hofportal und Stuckdecke im Erdgeschoss (Ende 17. Jahrhundert), überhöhtes Geschoss des westlichen Gebäudeteils wirkt im Zusammenspiel mit Südturm der Marienkirche in den Straßenraum, 1530 hier Abschluss der Torgauer Artikel durch Luther, Melanchthon und Bugenhagen, stadt-, stadtentwicklungs- und baugeschichtlich, künstlerisch, kirchen- und landesgeschichtlich bedeutend, ortsbildprägend. Seitenflügel der Superintendentur: repräsentativer zweigeschossiger Anbau mit Kniestock, die ursprüngliche Putznutung des Erdgeschosses nur noch an der Giebelseite, klare horizontale Gliederung durch Etagen- und Sohlbankgesimse, im Erdgeschoss noch die ursprünglichen Winterfenster, im Kniestock Belüftungsmedaillons. | 09287091 |
| Weitere Bilder                          | Wohnhaus in offener Bebauung | Wintergrüne 3 (Karte)                                            | 18. Jahrhundert | Schlichter zweigeschossiger Bau mit hohem Satteldach, quer zur Straße, stadt- bzw. stadtentwicklungsgeschichtlich von Bedeutung | 09287088 |
| Weitere Bilder                          | Wohnhaus mit Hofgebäuden in geschlossener Bebauung | Wintergrüne 4 (Karte)                                            | 1539 Dendro (Wohnhaus); 18. Jahrhundert (Hinterhaus)                                                                            | Markantes Gebäude mit profilierten Fenstergewänden, zwei Zwerchhäusern, Erker und allgemein wertvoller Bausubstanz, Typ des Renaissancehauses in barocke Formen übertragen, stadtgeschichtlich, stadtentwicklungsgeschichtlich, baugeschichtlich und künstlerisch bedeutend, als ehemaliges Freihaus (bis 1833) zudem von besonderem Wert für Ortsgeschichte | 09287090 |
| Weitere Bilder                          | Ehemaliges Kurfürstliches Kanzleihaus und zwei spätere Wohnhäuser an der Straße (Einzeldenkmal zu ID-Nr. 09306423) | Wintergrüne 5 (Karte)                                            | Vor 1500 | Einzeldenkmal der Sachgesamtheit Schloss Hartenfels (Kurfürstliche Residenz Torgau); ansehnlichstes Profangebäude des 16. Jahrhunderts in Torgau außerhalb des Schlosses, Kanzlei Stätte der Begegnung zwischen Zar Peter I. und Gottfried Wilhelm Leibniz, mit Umbau des Schlosses um 1538 wurde Verwaltung aus dem Schloss in eigenständiges Kanzleihaus verlegt, Kanzleihaus bildete als ernestinisches Verwaltungszentrum von da an Mittelpunkt eines Ensembles von Amtsgebäuden, stadt- bzw. stadtentwicklungsgeschichtlich und künstlerisch bedeutend, baugeschichtlich von besonderer Bedeutung, zudem historisch bedeutend (Erinnerungswert) und von Belang für Ortsbild und Umgebung. Zweigeschossig, einzigartiges Äußeres durch Kreuzung des hohen Satteldachs mit vier Zwerchhäusern, bemerkenswerte Details wie Eckquaderung, profilierte Fenstergewände und markanter Schornstein, östliche Erdgeschosshälfte von älterem Haus eingenommen, einer der wenigen erhaltenen Torgauer Bauten vor 1500. Im Erdgeschoss Kreuzrippengewölbe, spitzes Tonnengewölbe, Balkendecke mit Schiffskehlenbalken, profilierte Rundbogenportale, Wandmalereien usw. Im Obergeschoss Rundbogenportal. | 09287092 |
| Weitere Bilder                          | Ehemalige Dienstwohnung des Offiziers vom Platz und rückwärtig, im rechten Winkel dazu gelegenes einstiges Bürogebäude des Artillerie-Depots | Wintergrüne 6 (Karte)                                            | 1878 (Hinterhaus); 1883 (Offizierswohnhaus)                                                                                     | Vorderhaus im neogotischen Stil mit markanten Details wie Spitzbogenportal, Stabwerkgewände usw., im Hausflur bemerkenswertes Sitznischenportal (1512 bzw. 1515) von einem Vorgängerbau, Hintergebäude schlicht, horizontal gegliedert, stadt- bzw. stadtentwicklungs-, baugeschichtlich und künstlerisch bedeutend, als bauliche Zeugnisse der preußischen Garnisonszeit militär- und ortsgeschichtlich von Bedeutung. Das an der Straße gelegene Wohnhaus wurde 1883 als Dienstwohnung des Offiziers vom Platz errichtet. Vorher befand sich an dieser Stelle das Artillerie-Nebengebäude. Der rückwärtige Bau, 1878 errichtet, war Büro des Artillerie-Depots. | 09287093 |
| Weitere Bilder                          | Wohnhaus in geschlossener Bebauung | Wittenberger Straße 4 (Karte)                                    | 18. Jahrhundert | Gebäude mit barocker Substanz im Innern, bau- und stadtentwicklungsgeschichtlich von Bedeutung. Innen Malerei des 18. Jahrhunderts (Begleitstriche). | 09287094 |
| Weitere Bilder                          | Wohnhaus in geschlossener Bebauung | Wittenberger Straße 6 (Karte)                                    | Um 1535 | Eines der seltenen Renaissancehäuser mit Sitznischenportal, baugeschichtlich und städtebaulich von Bedeutung | 09286710 |
| Weitere Bilder                          | Wohnhaus in geschlossener Bebauung | Wittenberger Straße 7 (Karte)                                    | 15./16. Jahrhundert | Baugeschichtlich und städtebaulich von Bedeutung | 09286707 |
| Weitere Bilder                          | Wohnhaus in geschlossener Bebauung | Wittenberger Straße 10 (Karte)                                   | 18. Jahrhundert | Für Torgau typischer zweigeschossiger Bau mit Steildach, ortsentwicklungsgeschichtlich von Bedeutung | 09286709 |
| Weitere Bilder                          | Hinterhaus | Wittenberger Straße 12a (Karte)                                  | 1. Hälfte 19. Jahrhundert | Mit Satteldach, eines der charakteristischsten eingeschossigen Gebäude von Torgau (und eines der letzten), lenkt zudem Blick auf Proviant-Magazin, ortsentwicklungsgeschichtlich von Bedeutung | 09287202 |
| Weitere Bilder                          | Wohnhaus und Hintergebäude in Ecklage | Wittenberger Straße 15, 15a (Karte)                              | Anfang 19. Jahrhundert (Hintergebäude); um 1880 (Wohnhaus)                                                                      | Kleinstädtischer Gründerzeitbau mit Ladeneinbau, aufwendige historisierender Fassadengestaltung, der italienischen Renaissance nachempfunden, (vgl. Bauten Rudolf-Breitscheid-Straße 39 und Hintergebäude Straße der Jugend 2), wichtige Details: rustiziertes Erdgeschoss, Vertikalgliederung, Putznutung in den Obergeschossen, Kranzgesims usw. | 09286442 |
| Weitere Bilder                          | Mietshaus in geschlossener Bebauung | Wittenberger Straße 21 (Karte)                                   | Um 1910 | Jugendstilbau mit Klinker-Putz-Fassade, dekorativem Schweifgiebel und dezentem Fassadenschmuck, baugeschichtlich und städtebaulich von Bedeutung | 09286443 |
| Weitere Bilder                          | Steinkreuz | Wolffersdorffstraße (Karte)                                      | Mittelalterlich | Ortsgeschichtlich von Bedeutung. Sandsteinkreuz, befindet sich in der Nähe der Schleusenlünette III. | 09286490 |
| Weitere Bilder                          | Überflutungsanlage aus Sandsteinmauer mit wulstartiger Abdeckung (ehemalige Schleusenlünette III der Landes-Haupt-Festung) | Wolffersdorffstraße (Karte)                                      | 1831–1833 | Erhaltenes Werk der historischen Stadtbefestigung aus der preußischen Garnisonszeit, militärhistorisch bedeutend | 09286676 |
|                                         | Villa mit Einfriedung | Wolffersdorffstraße 2 (Karte)                                    | Um 1910 | Villenbau der Zeit um 1910 mit original erhaltenem Jugendstil-Rauputz (wichtiges Mittel der Fassadengestaltung) und Details wie Zierfachwerk und floraler Ornamentik, baugeschichtlich und städtebaulich von Bedeutung | 09286519 |
| Weitere Bilder                          | Villa mit Einfriedung | Wolffersdorffstraße 3 (Karte)                                    | Um 1910 | Belebt durch Zierfachwerk und seitlichen Turmanbau, innen markante Hallendiele, Eingang in zurückgesetztem seitlichen Anbau, charakteristischer Bau der Reformarchitektur, baugeschichtlich bedeutend | 09300885 |
|                                         | Villa | Wolffersdorffstraße 4 (Karte)                                    | Um 1910 | Jugendstilvilla der Zeit um 1910 mit origineller Fassadengestaltung und ursprünglich erhaltenen Details wie Rauputz, Fenster mit mehrfach geteiltem Oberlicht usw., zudem mit Nummer 2 und 6/8 straßenbildprägend von Bedeutung | 09286518 |
| Weitere Bilder                          | Doppelvilla | Wolffersdorffstraße 6, 8 (Karte)                                 | Um 1910 | Wohlproportionierte Jugendstilvilla der Zeit um 1910 mit original erhaltenen Putzstrukturen (Jugendstilputz wichtiges Mittel der Fassadengestaltung) und Details wie Fenster mit mehrfach geteiltem Oberlicht, Zierfachwerk, Putzornamenten usw., städtebaulich und straßenbildprägend von Bedeutung | 09286517 |
| Weitere Bilder                          | Wohn- und Geschäftshaus in Ecklage mit Einfriedung | Wolffersdorffstraße 9 (Karte)                                    | Um 1910 | Für die Zeit um 1910 recht aufwendig gestalteter Bau im Reformstil mit klassizistischen Elementen (Dreiecksgiebeln über den Risaliten und säulenumstelltes Portalrund) und zurückhaltendem Fassadenschmuck, baugeschichtlich und städtebaulich von Bedeutung | 09286520 |
| Weitere Bilder                          | Restaurantgebäude (Terrassencafé) | Wolffersdorffstraße 10 (Karte)                                   | 1969 | Markanter Bau mit flachem Trakt für die Funktionsräume mit halbrund hervortretendem Teil für die Gästeräume mit aufgeglasten Terrassengeschossen, baugeschichtlich, künstlerisch und städtebaulich bedeutend | 09287233 |
| Weitere Bilder                          | Villengebäude | Ziegeleiweg 3 (Karte)                                            | Nach 1900 | Mit Eckturm, Mansarddach, Zierfachwerk, schmalem Erker und Jugendstilornamenten der geometrischen Spätphase, Beispiel der schlichten und unkonventionellen Villenarchitektur nach der Jahrhundertwende (Form folgt der Funktion, malerische Auffassung bei Gestaltung der Baukörper), baugeschichtlich von Bedeutung, Eckturm-Oberteil fehlt | 09286689 |

## Ehemalige Denkmäler
| Bild           | Bezeichnung                        | Lage                                 | Datierung             | Beschreibung | ID       |
| -------------- | ---------------------------------- | ------------------------------------ | --------------------- | --- | -------- |
| Weitere Bilder | Wohnhaus in geschlossener Bebauung | Wittenberger Straße 17 (Karte)       | 17. Jahrhundert       | Baugeschichtlich bedeutendes Gebäude mit original erhaltener Substanz aus dem 17. Jahrhundert (u. a. Balkendecke), dreigeschossiger Bau mit Steildach. 2024 abgerissen. | 09286712 |
| Weitere Bilder | Wohnhaus in geschlossener Bebauung | Rudolf-Breitscheid-Straße 24 (Karte) | Mitte 19. Jahrhundert | Zeittypischer Vorstadtbau mit schlichter Putzfassade, baugeschichtlich von Bedeutung. Zwischen 2020 und 2024 aus der Denkmalliste gestrichen.                           | 09286859 |

## Tabellenlegende
- Bild: Bild des Kulturdenkmals, ggf. zusätzlich mit einem Link zu weiteren Fotos des Kulturdenkmals im Medienarchiv Wikimedia Commons. Wenn man auf das Kamerasymbol klickt, können Fotos zu Kulturdenkmalen aus dieser Liste hochgeladen werden:
- Bezeichnung: Denkmalgeschützte Objekte und ggf. Bauwerksname des Kulturdenkmals
- Lage: Straßenname und Hausnummer oder Flurstücknummer des Kulturdenkmals. Die Grundsortierung der Liste erfolgt nach dieser Adresse. Der Link (Karte) führt zu verschiedenen Kartendiensten mit der Position des Kulturdenkmals. Fehlt dieser Link, wurden die Koordinaten noch nicht eingetragen. Sind diese bekannt, können sie über ein Tool mit einer Kartenansicht einfach nachgetragen werden. In dieser Kartenansicht sind Kulturdenkmale ohne Koordinaten mit einem roten bzw. orangen Marker dargestellt und können durch Verschieben auf die richtige Position in der Karte mit Koordinaten versehen werden. Kulturdenkmale ohne Bild sind an einem blauen bzw. roten Marker erkennbar.
- Datierung: Baubeginn, Fertigstellung, Datum der Erstnennung oder grobe zeitliche Einordnung entsprechend des Eintrags in der sächsischen Denkmaldatenbank
- Beschreibung: Kurzcharakteristik des Kulturdenkmals entsprechend des Eintrags in der sächsischen Denkmaldatenbank, ggf. ergänzt durch die dort nur selten veröffentlichten Erfassungstexte oder zusätzliche Informationen
- ID: Vom Landesamt für Denkmalpflege Sachsen vergebene, das Kulturdenkmal eindeutig identifizierende Objekt-Nummer. Der Link führt zum PDF-Denkmaldokument des Landesamtes für Denkmalpflege Sachsen. Bei ehemaligen Kulturdenkmalen können die Objektnummern unbekannt sein und deshalb fehlen bzw. die Links von aus der Datenbank entfernten Objektnummern ins Leere führen. Ein ggf. vorhandenes Icon  führt zu den Angaben des Kulturdenkmals bei Wikidata.

## Ausführliche Denkmaltexte
1. ↑  Mietvilla Martin-Luther-Ring 1: Das 1914 für den Brunnenmeister Adolf Block durch die Firma Hofmeister und Co. errichtete und im Norden der Stadt gelegene Gebäude ist in der versachlichten Formensprache der Architektur zwischen 1900 und Erstem Weltkrieg errichtet worden. Viele Bauten dieser Zeit bestehen aus großen, ausgewogen und rein proportionierte Formen, die zumeist in hohen Dächern kulminieren. Vielfach werden sie nur von wenigen akzentuierenden Schmuck- und Gliederungselementen belebt. Ganz in diesem Sinne zeigen die Fronten des zweigeschossigen Wohnhauses mit ausgebautem Mansarddach breite Lisenen mit ornamental verzierten Kämpfern, die das ansonsten eher zurückhaltend gestaltete Gebäude wirkungsvoll in Szene setzen. Abgesehen davon tritt noch ein flacher Vorbau als Mittelachse hervor. Hier und unterhalb der Traufe konzentriert sich der restliche Schmuck. Garage und formschöne Einfriedung vervollkommnen das als Mietsetagenvilla zu charakterisierende Anwesen. Über einen seitlichen Windfang gelangt man in das Innere des Gebäudes. Hier haben sich von der ursprünglichen Ausstattung im Treppenhaus noch das alte Geländer mit vereinfachten Blattmotiven, ein Bleiglasfenster und die Wohnungseingangstüren erhalten. In den Wohnungen selbst finden sich noch die Türen und Türrahmungen aus der Entstehungszeit. Bis Ende der 1990er Jahre diente das Gebäude ausschließlich zu Wohnzwecken. Seitdem befindet sich ein Therapiezentrum in seinen Räumen. Als exemplarisches und konsequent umgesetztes Beispiel für die versachlichte Bauweise nach 1900, auch als Reformbaukunst bezeichnet, ist der Martin-Luther-Ring 9 in Torgau baugeschichtlich bedeutend. Die Reformbaukunst hatte sich aus der Ablehnung des bis dahin vorherrschenden Historismus mit seinen immer aufwendiger und sinnentleerter werdenden Fassaden entwickelt. Hinzu kommt seine stadtentwicklungsgeschichtliche Bedeutung. Er ist Teil eines bereits 1895 aufgestellten Bebauungsplanes für Torgau, der den ehemaligen Festungsgürtel als städtebauliches Leitmotiv geschickt aufnahm. Der Entwurf stammt größtenteils vom Hallenser Stadtbaurat Ewald Genzmer (1856–1932). Als Gutachter wurde einem Ratsprotokoll des gleichen Jahres zufolge der bekannte Kölner Städtebautheoretiker Josef Stübben (1845–1936) hinzugezogen. Von Bedeutung für die weitere räumliche Entwicklung der Stadt war die Anlage ringartiger Straßenzüge auf dem Verlauf der alten Befestigungsanlage. So tangierten die geschaffenen Ringstraße, Nordring und Westring (heute u. a. Martin-Luther-Ring) teilweise deren Bastionsspitzen. Nachdem ein Teil des Planes umgesetzt werden konnten, entstand seit der Jahrhundertwende eine zumeist offene, villenartige Bebauung.
2. ↑  Apothekergarten: Im Dreißigjährigen Krieg wurde Torgaus berühmter botanischer Garten zerstört. Er lag vor den Toren der Stadt und war vor allem durch Joachim Kreich († 1575) geprägt und zu Bedeutung gebracht worden. Die Apothekerfamilie Moser setzte die Arbeit Kreichs fort. Um sich auch in Notsituationen wie Krieg und Pest ausreichend mit Heilpflanzen versorgen zu können, legten die Apotheker der Mohren-Apotheke nach den Ereignissen des Dreißigjährigen Kriegs einen kleinen innerstädtischen Garten an. Dieser ist bis heute erhalten und befindet sich an der Stadtmauer in unmittelbarer Nachbarschaft zur Marienkirche. Die Stadtmauer ist auf der Nordseite in die vollständige Ummauerung des Gartenareals einbezogen. Auf einem hier befindlichen Rondell erhebt sich ein Gartenhaus, das wohl in der ersten Hälfte des 18. Jahrhunderts entstand und im 19. Jahrhundert verändert wurde. In seinem Innern ist ein barocker Kamin erhalten, die Fassade des anmutigen Gebäudes zeigt klassizistische Formen. Die weitgehend neu angelegte Bepflanzung entspricht den historisch verbürgten Gestaltungs- und Auswahlprinzipien eines Apothekergartens in der Vergangenheit, sodass der spezifischer Charakter dieser einst bedeutenden und lebenswichtigen Gartengattung wieder erlebbar und nachvollziehbar ist. Der Zugang zum Gartengrundstück erfolgt über eine rundbogige Pforte auf der Südseite.